# Demografia dell'orientamento sessuale

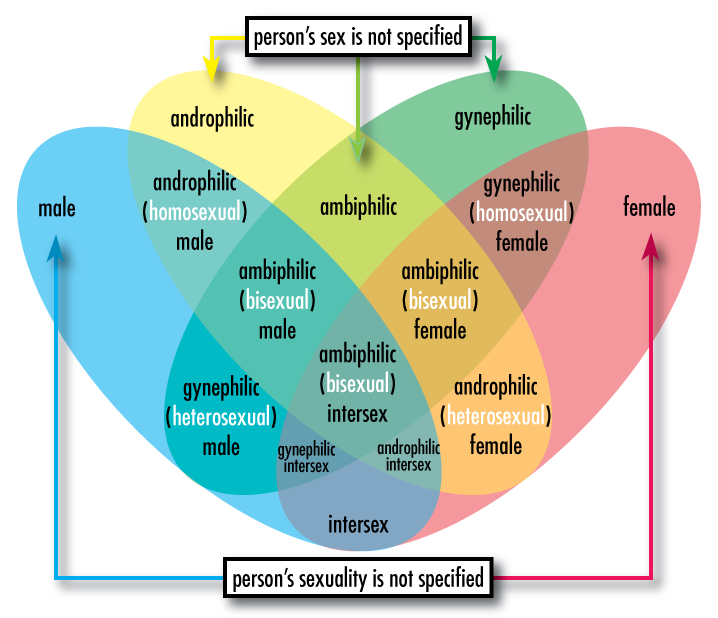
Diagramma di Venn sulle variabili dell'orientamento sessuale e della sessualità.

La demografia sull'orientamento sessuale è lo studio demografico quantitativo dell'orientamento sessuale in una data popolazione; può variare anche in una maniera significativa - a seconda della metodologia assunta nella raccolta dei dati relativi.
Riuscire a ottenere un numero più o meno preciso e con un certo grado di sicurezza risulta essere difficoltoso per tutta una serie di motivi; una delle ragioni principali della differenza nei risultati statistici concernenti l'omosessualità e la bisessualità riguarda la natura stessa delle domande che vengono proposte durante le ricerche. Non mancano tuttavia importanti studi condotti sull'orientamento sessuale.
La maggior parte di quelli che vengono elencati e discussi di seguito si fondano su dati "self-report", il che pone delle sfide ai ricercatori che indagano su argomenti considerati sensibili. Ancora più importante essi tendono a porre due serie di domande; un primo insieme esamina i dati self-report inerenti alle esperienze e alle attrazioni provate nei confronti di persone dello stesso sesso, mentre un secondo esamina quelli inerenti all'auto-identificazione personale come gay, lesbiche o bisessuali.
Nella generalità dei casi si constata esservi sempre un numero minore di soggetti sottoposti alle ricerche i quali si auto-identificano rispetto a quelli che hanno ammesso di aver avuto delle esperienze omosessuali nel corso della loro vita o in un certo momento particolare di essa o di aver provato attrazione riferentesi all'omoerotismo o all'omosocialità. I diversi studi condotti in vari paesi offrono poi delle possibilità comparative.
Vengono quindi incluse anche le tabelle che confrontano i diversi numeri di popolazione cittadina; tuttavia, poiché molti individui potrebbero non riferire episodi verificatisi al di fuori della norma eterosessuale o definire la propria sessualità nei termini specifici, rimane ostico comprendere appieno la dimensione effettiva della popolazione LGBT presente.
La tipologia statistica di sondaggio e la stessa impostazione utilizzate nei riguardi di un soggetto durante il rilevamento può anche influire sulla risposta fornita individualmente.

## Incidenza versus prevalenza

Simbolo dell'eterosessualità: azzurro maschile e rosa femminile.

Un'altra distinzione significativa può essere fatta tra ciò che gli statistici chiamano prevalenza e incidenza. Infatti, date due indagini che utilizzano uno stesso criterio per definire l'orientamento sessuale di una persona, in una indagine si potrebbero includere in un dato orientamento le persone affermano di essere rientrate in tale criterio anche solo una sola volta nella vita; nell'altra, si potrebbero assegnare a una data categoria di orientamento sessuale le persone che rientrano nel criterio scelto solo al momento dell'intervista o che vi sono rientrate stabilmente nel corso dell'ultimo anno prima dell'intervista.
Secondo l'American Psychological Association l'orientamento si riferisce a un "duraturo modello di attrazioni emotive, romantiche e/o sessuali riferite a uomini, donne o verso entrambi i sessi", nonché al "senso di identità di una persona basati su quelle attrazioni, comportamenti correlati e l'appartenenza a una comunità composta da altri individui i quali condividono quelle stesse attrazioni".
Pertanto una persona può praticare il celibato e purtuttavia ancora continuare ad auto-identificarsi come gay o bisessuale sulla base delle proprie inclinazioni di amore romantico.

## Percezione occidentale dell'omosessualità rispetto al resto del mondo

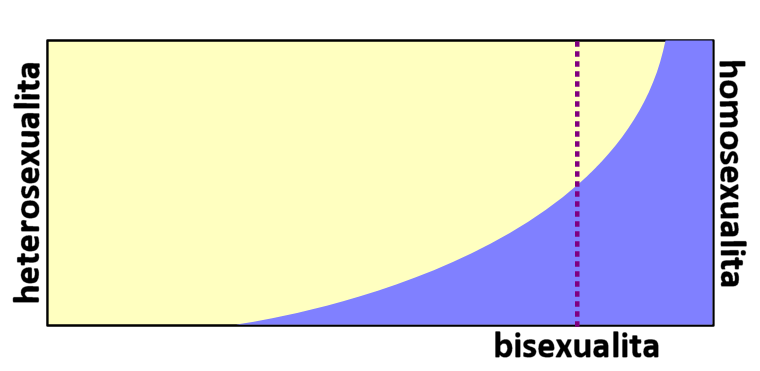
Diagramma del continuum eterosessualità-bisessualità-omosessualità.

Quel segmento di popolazione che è stata definita gay nel mondo della civiltà occidentale non è un termine descrittivo che verrebbe riconosciuto per sé da parte di tutti gli uomini che hanno rapporti sessuali con altri uomini (MSM), così come sono noti nel resto del mondo. Mentre la cultura LGBT e la comunità gay è sempre più aperta e discussa, la realtà effettiva contestuale degli MSM è costituita da una popolazione diversificata la quale molto spesso può rispondere in modo diverso a seconda di come vengono strutturate le comunicazioni nei contesti - ad esempio - clinici.
Il termine "Gay" viene generalmente usato per descrivere un orientamento sessuale stabile e duraturo, quindi la relativa identità; mentre di contro "MSM" descrive soprattutto e per prima cosa un "comportamento" che può essere sia temporaneamente sia ripetitivamente omosessuale.

Simbolo della bisessualità maschile.

Simbolo della bisessualità femminile.

Alcuni uomini che intrattengono più o meno sporadicamente un rapporto sessuale con altri uomini non si riferiscono a se stessi né come gay né come omosessuali, non venendo a considerare neppure il sesso con altri uomini come una vera e propria un'attività sessuale, un termine quest'ultimo che viene riservato esclusivamente ai rapporti con le donne: questo risulta essere particolarmente vero tra individui provenienti da culture non occidentali, rimanendo purtuttavia comune anche negli stessi Stati Uniti d'America.
Termini come MSM o "l'amore per lo stesso genere" continuano a essere assai spesso usati al posto della parola "Gay"; gli uomini in Africa e nell'America Latina che s'impegnano in relazioni sessuali con altri uomini si riferiscono ancora a se stessi come "eterosessuali" e possono essere alfine noti come "down-low" (al ribasso); questo nello slang Inglese afro-americano vernacolare.
Lo stesso discorso può rimanere valido anche per gli uomini adulti che intrattengono attività sessuali in ambiti quali quello scolastico e universitario o all'interno delle prigioni militari, separate rigidamente per genere; la maggior parte di loro non si considera affatto gay bensì "s'impegna sessualmente con appartenenti allo stesso sesso per soddisfare i propri desideri, esercitare una forma di potere, ottenere favori o per altri motivi.
Vi è una quasi totale mancanza d'informazioni sul comportamento sessuale abituale nella stragrande maggioranza dei paesi in via di sviluppo del Sud del mondo. Le fonti disponibili assai limitate indicano che sebbene l'auto-identificazione omosessuale possa verificarsi - seppur in modo relativamente infrequente - la prevalenza del comportamento omosessuale rimane sempre a livelli molto maggiori.
Questi uomini pertanto non vengono presi in considerazione in alcuna delle indagini condotte sull'identità sessuale, il che può quindi portare a gravi sottostime e/o inesattezze.

## Importanza di avere dati demografici affidabili

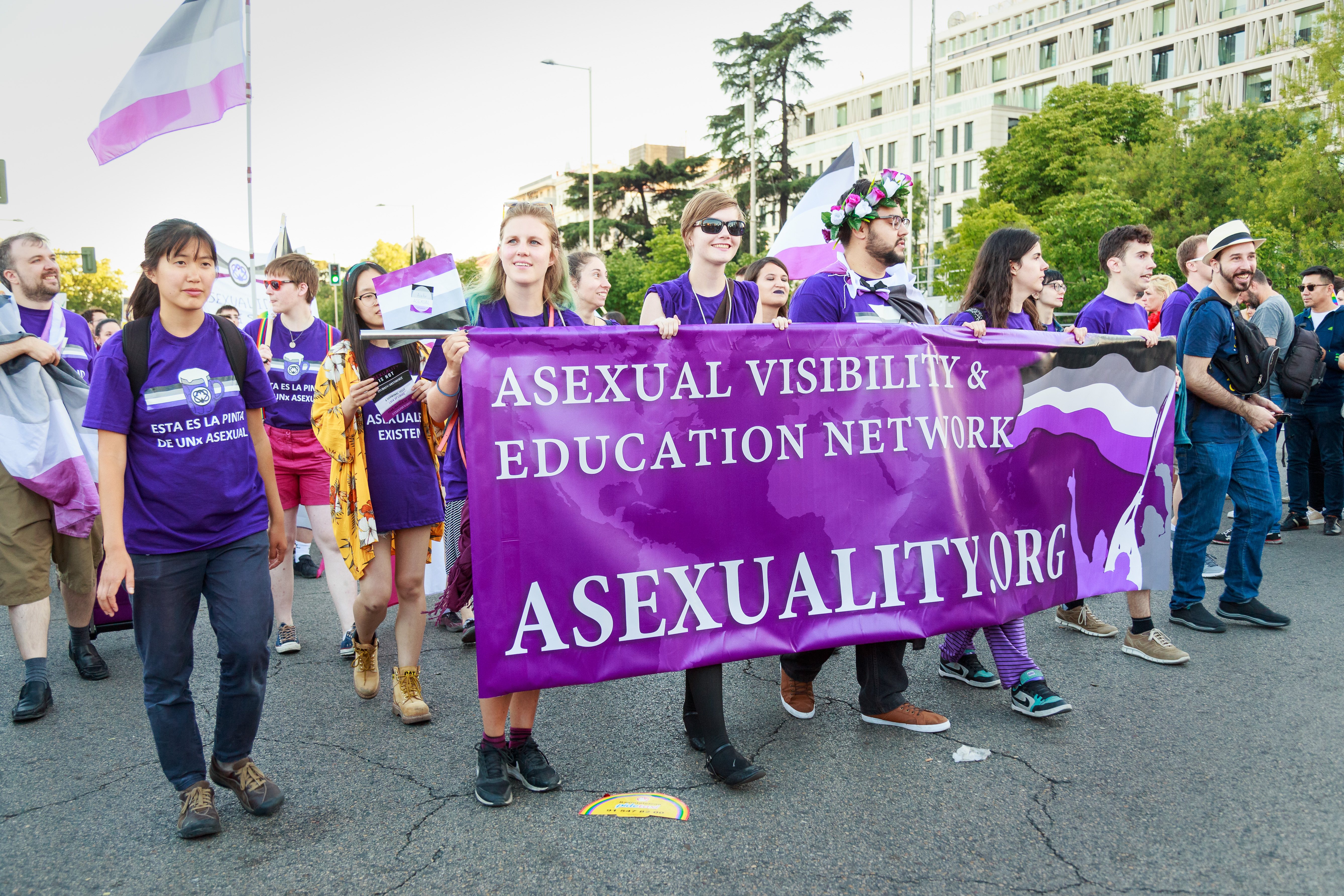
Striscione dell'asessualità al World pride di Madrid nel 2017.

Dati attendibili sulle dimensioni della popolazione gay e lesbica sarebbero quantomai preziosi per informare e indirizzare le eventuali politiche pubbliche. I dati demografici potrebbero ad esempio aiutare a calcolare i costi e i correlati benefici della convivenza (unione civile e matrimonio tra persone dello stesso sesso) a livello nazionale, oltre che la previsione dell'impatto che potrebbe avere la legalizzazione dell'adozione da parte di coppie dello stesso sesso.
Inoltre la conoscenza della dimensione della popolazione gay e lesbica sarebbe promettente per aiutare gli scienziati sociali nella comprensione di una vasta gamma di importanti richieste sulla natura generale delle scelte di mercato del lavoro, sull'accumulazione di capitale umano e della stessa forza lavoro, sulla specializzazione all'interno dei nuclei familiari, sulla discriminazione e le conclusioni circa la posizione geografica preferenziale.

## Rapporto Kinsey

Simbolo della pansessualità.

Due dei più celebri studi condotti sulla demografia dell'orientamento sessuale umano furono Sexual Behavior in the Human Male (1948) e Sexual Behavior in the Human Female (1953) del dottor Alfred Kinsey; essi hanno fatto uso per la prima volta di uno spettro di 7 punti - scala Kinsey - per definire il comportamento sessuale, da 0-completamente eterosessuale a 6-completamente omosessuale. Kinsey giunse alla conclusione che una certa percentuale di popolazione si trovava a definirsi in un grado intermedio di bisessualità (con prevalenza etero o omo), ricadendo nella scala da 1 a 5.
Riferì anche che almeno il 37% degli uomini statunitensi del tempo avevano raggiunto l'orgasmo assieme a un altro maschio nel corso dell'adolescenza, a fronte del 13% delle donne.
I risultati a cui giunse non mancarono tuttavia di venire sottoposti a contestazione, in special modo nel 1954 da una squadra di ricerca composta da John Wilder Tukey, Frederick Mosteller e William Gemmell Cochran i quali dichiararono che gran parte del lavoro intrapreso da Kinsey era basato su "campioni di convenienza" piuttosto che su un campionamento casuale e che pertanto sarebbe stato vulnerabile di parzialità e distorsione.
Paul Gebhard, uno degli ex colleghi di Kinsey nonché suo successore in qualità di direttore del "Kinsey Institute for Sex Research" (Istituto Kinsey), dedicò gli anni successivi alla revisione dei dati mettendosi alla ricerca di ciò che affermò essere i presunti contaminanti; nel 1979 (avvalendosi della collaborazione di Alan B. Johnson) arrivò alla conclusione che nessuna delle stime originali era stata significativamente influenzata da una diretta percezione di pregiudizio: infine trovò che il 36,4% dei maschi adulti si era almeno una volta nella vita impegnato in attività sia eterosessuali che omosessuali.

## Risultati dei sondaggi contemporanei
Le più recenti critiche a questi studi hanno suggerito che, a causa della loro essenziale dipendenza dal concetto di auto-identificazione, potrebbero facilmente aver sottovalutato anche gravemente l'autentica prevalenza delle persone con una storia di comportamento e/o di desiderio riferito all'orientamento omosessuale.

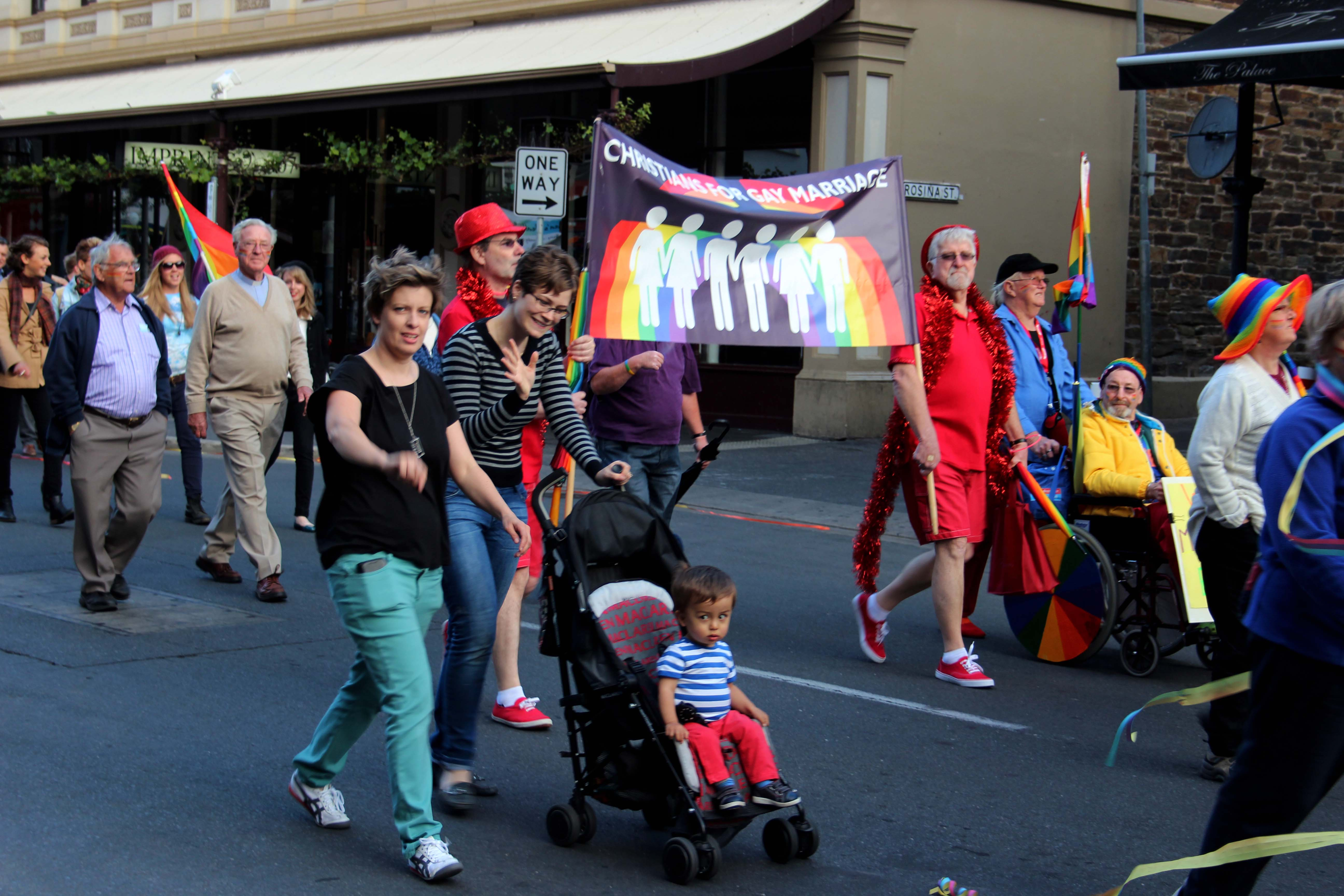
Gay pride a Adelaide (Australia) nel 2013.

### Australia
2001-02
L'indagine australiana più ampia e completa è stata condotta tramite un'intervista telefonica con 19.307 intervistati di età compresa tra i 16 e i 59 anni nel corso del biennio 2001/2002.
Lo studio ha rilevato che il 97,4% degli uomini si sono auto-identificati come eterosessuali, l'1,6% come omosessuali e lo 0,9% come bisessuali. Per le donne i valori sono stati rispettivamente il 97,7%, lo 0,8% e l'1,4%. Tuttavia l'8,6% degli uomini e il 15,1% delle donne hanno riferito o sentimenti di attrazione per lo stesso sesso o alcune esperienze sessuali relative.
Complessivamente l'8,6% delle donne e il 5,9% degli uomini hanno riportato alcune esperienze omosessuali durante le loro vite; queste cifre sono scese rispettivamente al 5,7% e al 5,0% quando è stata esclusa l'esperienza sessuale non genitale. La metà degli uomini e i 2/3 delle donne che hanno avuto esperienze omosessuali continuano però a considerarsi degli eterosessuali.
2012-13

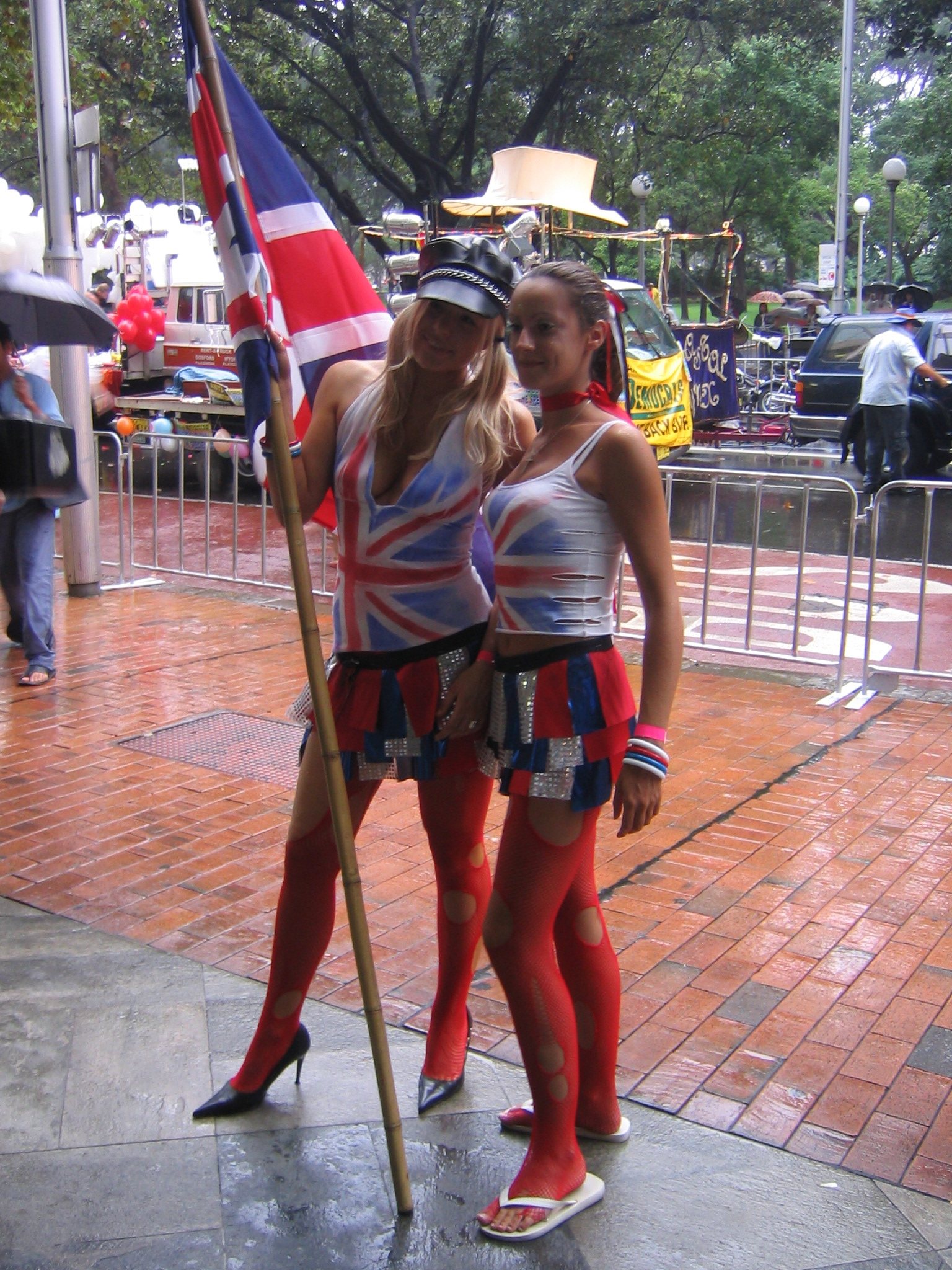
Due giovani donne al Sydney Gay and Lesbian Mardi Gras.

Un aggiornamento sullo studio di cui sopra; impiega la stessa metodologia, ha un campione più ampio (20.055 intervistati) e un intervallo di età più rispondente (tra i 16 e i 69 anni). Esso ha dunque rilevato che il 96,5% dell'intero campione (il 96,8% degli uomini e il 96,3% delle donne) si è auto-identificato come eterosessuale, in calo rispetto ai risultati del 2003 (il 97,5%).
Gli omosessuali rappresentavano l'1,9% della popolazione maschile e l'1,2% di quella femminile, una differenza non significativa tra i due sessi biologici; i bisessuali rappresentavano l'1,3% della popolazione maschile e il 2,2% di quella femminile. Le donne erano significativamente più propense degli uomini a identificarsi come bisessuali e meno inclini a segnalare come esclusiva l'attrazione e l'esperienza sia etero che omo. Allo stesso modo un maggior numero di donne hanno riferito di esperienze omosessuali e omoerotismo.
Il 9% degli uomini e il 19% delle donne hanno avuto una storia di attrazione o esperienza con appartenenti del proprio stesso sesso; inoltre più donne si sono auto-identificate come lesbiche o bisessuali rispetto a 2001-02. L'identità omosessuale/gay era più comune tra gli uomini con istruzione universitaria e residenti nelle città e molto meno invece tra quelli con un lavoro da operaio.
Sia la bisessualità maschile che quella femminile erano più comuni tra gli intervistati di età inferiore ai 20 anni; ma la bisessualità maschile era sovra-rappresentata anche tra gli uomini sessantenni.
2006-14
Nelle interviste con 180.000 australiani di età pari o superiore ai 14 anni la "Roy Morgan Research" ha studiato in tre diverse serie di annate, di tre anni ciascuna, la percentuale di australiani che si considerano omosessuali. I risultati sono presentati di seguito per età e anni; i totali per annate vengono visualizzati nell'ultima colonna.
| Anni      | Quota di australiani che si considerano omosessuali | Quota di australiani che si considerano omosessuali | Quota di australiani che si considerano omosessuali | Quota di australiani che si considerano omosessuali | Quota di australiani che si considerano omosessuali | Quota di australiani che si considerano omosessuali | Quota di australiani che si considerano omosessuali |
| Anni      | 14-19                                               | 20-29                                               | 30-39                                               | 40-49                                               | 50+                                                 | TOTAL                                               |                                                     |
| --------- | --------------------------------------------------- | --------------------------------------------------- | --------------------------------------------------- | --------------------------------------------------- | --------------------------------------------------- | --------------------------------------------------- | --------------------------------------------------- |
| 2006-2008 | 2,9%                                                | 4,4%                                                | 2,5%                                                | 2,4%                                                | 1,3%                                                | 2,4%                                                |                                                     |
| 2009-2011 | 4,0%                                                | 5,7%                                                | 3,8%                                                | 2,7%                                                | 1,6%                                                | 3,1%                                                |                                                     |
| 2012-2014 | 4,6%                                                | 6,5%                                                | 4,2%                                                | 2,8%                                                | 1,7%                                                | 3,4%                                                |                                                     |

Nell'ultima serie presa in considerazione il 4,1% degli uomini e il 2,8% delle donne si sono auto-identificati come omosessuali; gli uomini superano le donne tra gli omosessuali in tutte le fasce d'età. Per entrambi i sessi la percentuale che si identifica come omosessuale nell'ultima annata era più alta nel gruppo di età compresa tra i 20 e i 29 anni (uomini: 7,6%, donne: 5,5%).

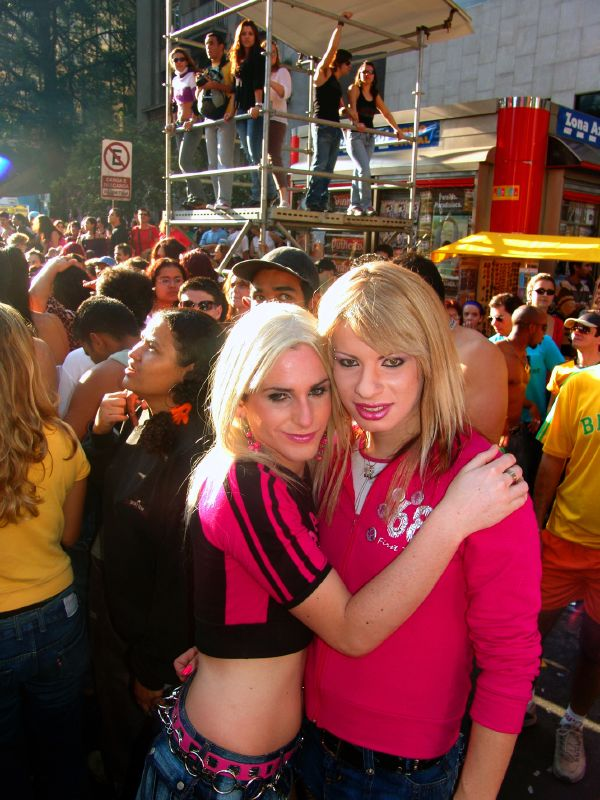
Due Travesti (genere) brasiliani.

### Brasile
2013
In un sondaggio Ibope con un campione di 2.363 utenti Internet brasiliani ponderati per rappresentatività nazionale l'83% si è dichiarato eterosessuale, il 7% omosessuale, il 5% bisessuale, l'1% "altro" e il 4% ha rifiutato di rivelare il proprio orientamento; il doppio degli utenti di sesso maschile si è auto-identificato come gay o bisessuale (il 16% contro l'8%). Le persone di età compresa tra i 18 e i 29 anni erano quelle con più probabilità di identificarsi come non-eterosessuali (il 15%), seguite da quelle di età compresa tra 30 e 49 anni (il 10%).
Solo il 5% della popolazione di 50 anni o più si considera gay o bisessuale. Tra i non-eterosessuali il 42% ha dichiarato di non professare alcuna religione, rispetto al 13% della popolazione eterosessuale. La Classe B (middle class) aveva la più alta percentuale di non-eterosessuali (il 14%), seguita dalla Classe A (classe superiore, l'11%). Le classi C e D (classi medio-basse e basse) avevano il 10% di gay e bisessuali.
La regione Nord del Brasile ha la percentuale più bassa di non-eterosessuali (il 2%); tutte le altre regioni hanno percentuali pari o superiori al 10%, con la regione Centro-Ovest del Brasile che riporta il tasso più alto (fino al 14%).

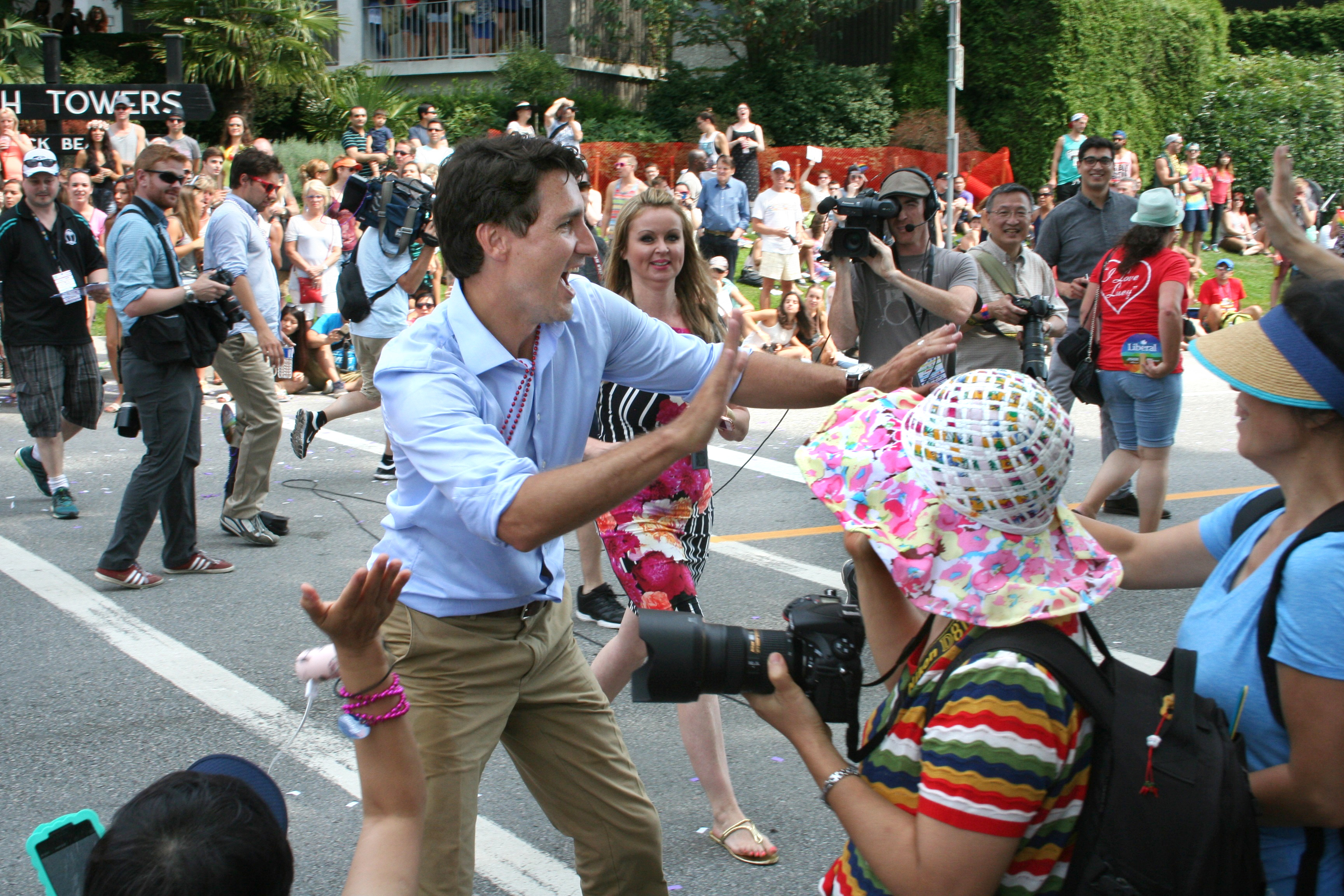
Il primo ministro del Canada Justin Trudeau alla parata del Gay pride di Vancouver nel 2015, poco dopo il lancio della sua campagna elettorale.

### Canada
1988
Uno studio condotto su 5.514 studenti di college e università di età inferiore ai 25 anni ha riscontrato che l'1% era omosessuale e un altro 1% era bisessuale.
2012
In un sondaggio telefonico interattivo (Interactive Voice Response) con risposta vocale di circa 2.700 canadesi il 5,3% si è auto-identificato come gay, lesbica, bisessuale o transessuale; gli intervistati di età compresa tra i 18 e i 34 anni erano molto più inclini a identificarsi come LGBT (l'11,1%) rispetto a quelli più anziani (tra il 2,6 e il 3,4%).
2003-14
|      | Gay/lesbica | Bisessuale | Totale |
| ---- | ----------- | ---------- | ------ |
| 2003 | 1%          | 0,7%       | 1,7%   |
| 2005 | 1,1%        | 0,8%       | 1,9%   |
| 2007 | —           | —          | 2,1%   |
| 2009 | 1,1%        | 0,9%       | 2%     |
| 2012 | 1,3%        | 1,1%       | 2,4%   |
| 2014 | 1,7%        | 1,3%       | 3%     |

2016
Un sondaggio di sole donne ha rilevato che l'8% delle canadesi si identifica come lesbica o quantomeno bisessuale.

### Danimarca
1992
Un sondaggio casuale ha rilevato che il 2,7% dei 1.373 uomini che hanno risposto al questionario aveva esperienza omosessuale (come rapporto sessuale).

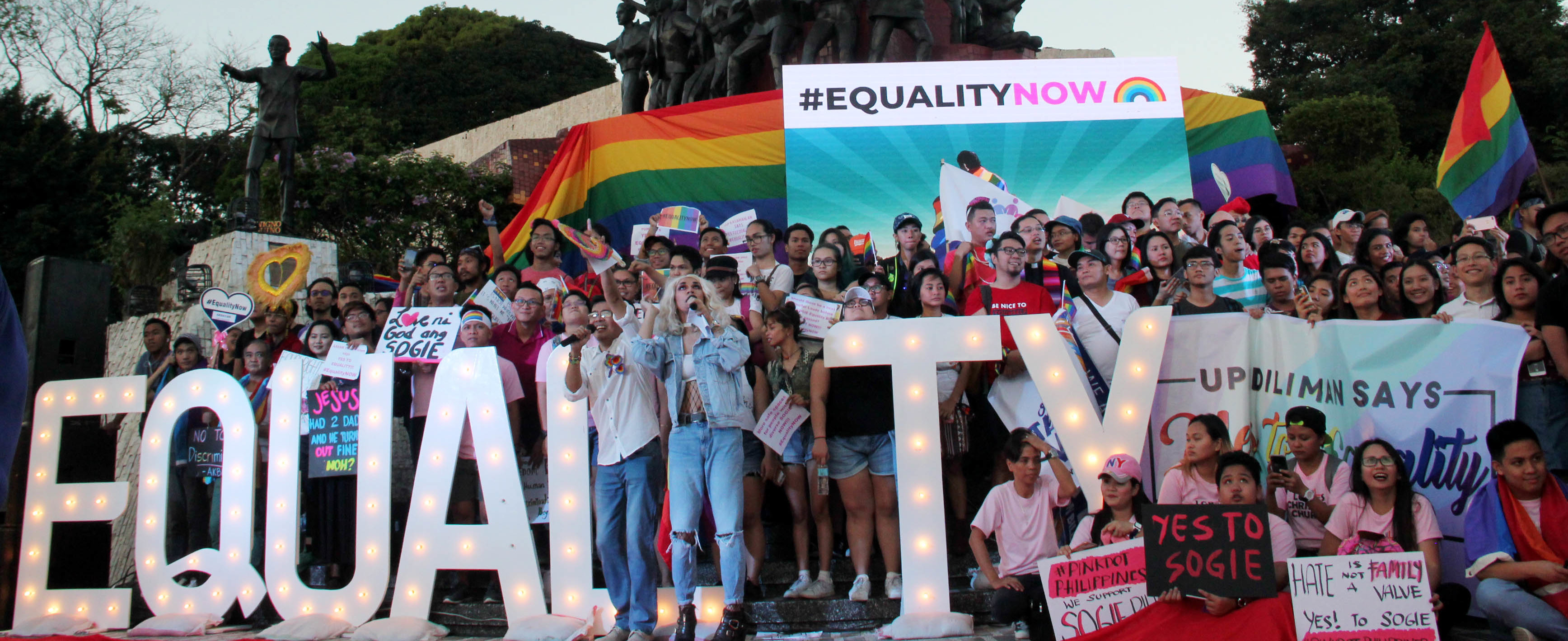
Sostenitori LGBT nelle Filippine.

### Filippine
Un'indagine sulla fertilità e la sessualità dei giovani adulti condotta nel 2002 dall'"Istituto per la popolazione e la ricerca demografica" dell'Università delle Filippine ha rilevato che circa l'11% dei giovani sessualmente attivi di età compresa tra i 15 e i 24 anni ha avuto rapporti omosessuali: di questi l'87% erano uomini che hanno rapporti sessuali con altri uomini.

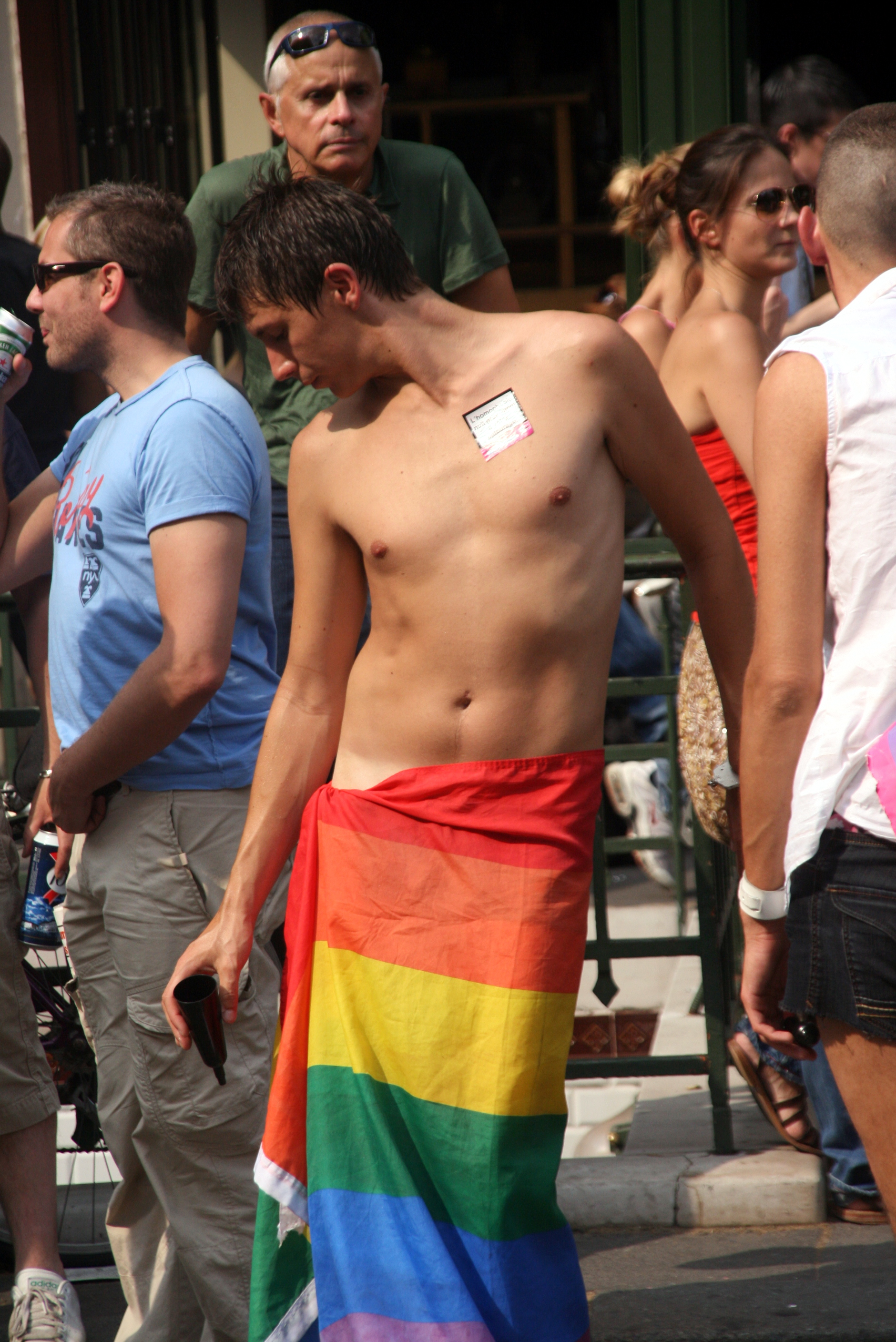
Un partecipante al Gay pride 2010 di Parigi avvolto dai colori delle bandiera arcobaleno.

### Francia
1992
Uno studio condotto su 20.055 persone ha rilevato che il 4,1% degli uomini e il 2,6% delle donne ha avuto almeno un'occasione di intrattenere relazioni sessuali con persone dello stesso sesso nel corso della loro vita.
2011
In un sondaggio online rappresentativo a livello nazionale di 7.841 adulti francesi effettuato da IFOP (Institut français d'opinion publique) all'inizio del 2011 il 6,6% degli intervistati si auto-identificava come omosessuale (il 3,6%) o bisessuale (il 3%) e il 90,8% come eterosessuale.
Rispetto alla popolazione eterosessuale, quella omosessuale era molto più probabile che fosse maschio, single (sociologia) e di età inferiore ai 65 anni, oltre a vivere da sola. Gli omosessuali avevano inoltre più probabilità di essere economicamente attivi, autosufficienti e di lavorare in "professioni intellettuali superiori" e gratificanti, ma in media avevano un reddito familiare più basso; avevano anche più probabilità di risiedere nelle grandi città, specialmente nell'Île-de-France.
La popolazione bisessuale presentava un minor numero di deviazioni statisticamente significative da quella eterosessuale, che gli assomigliava su alcune misure, agli omosessuali sulle altre, o che si trovava a metà tra le due; tuttavia avevano maggiori probabilità di avere un'età compresa tra i 18 e i 24 rispetto agli altri due gruppi. Come gli omosessuali erano anche decisamente più propensi a essere single.
In un'altra indagine IFOP su 9.515 francesi condotta successivamente in quello stesso anno il 6,5% del campione si auto-identificava come omosessuale (il 3%) o bisessuale (il 3,5%): tra le persone LGB gli uomini erano più numerosi delle donne di oltre 2 a 1.
2014

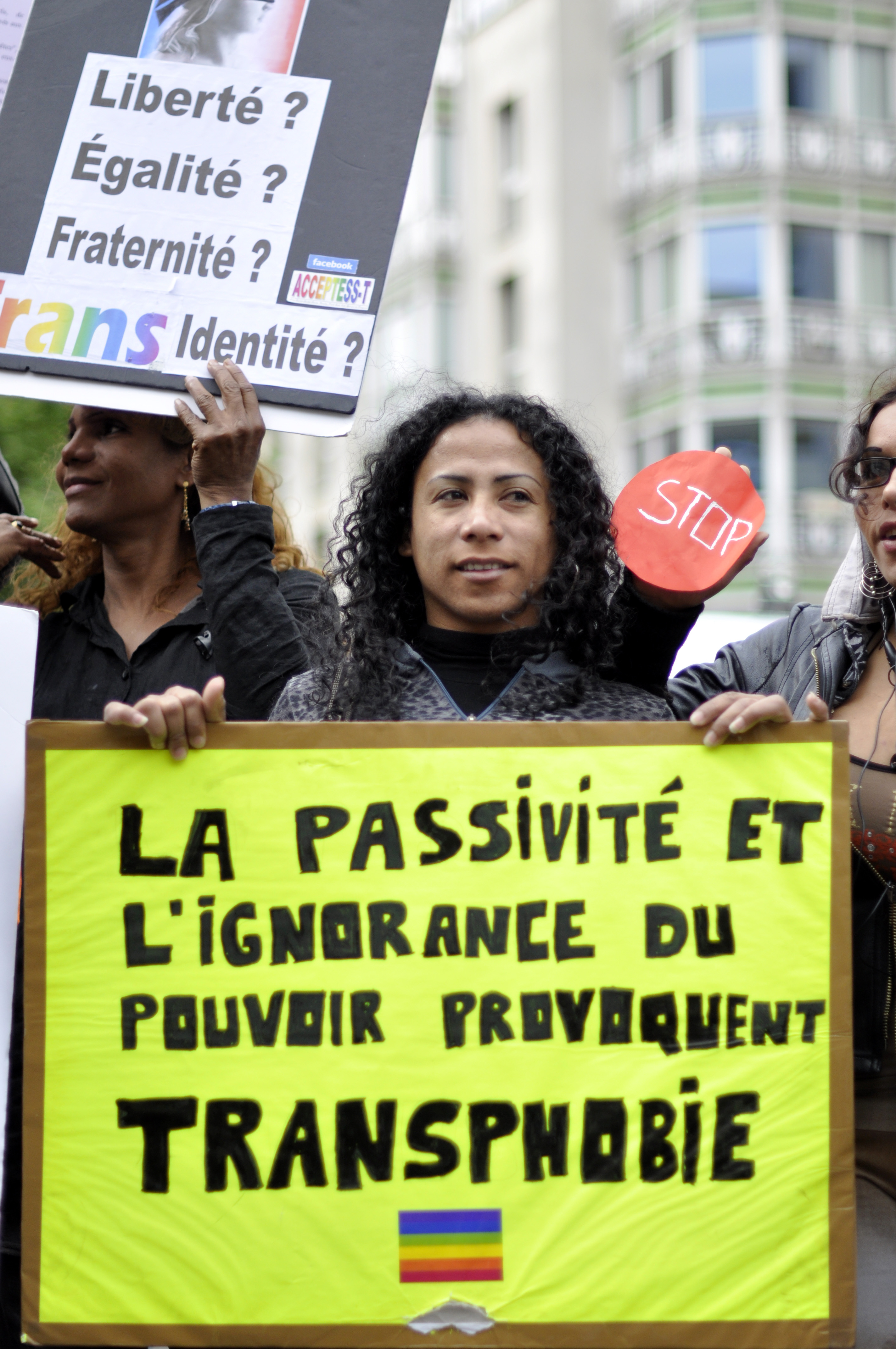
Giornata internazionale contro l'omofobia, la bifobia e la transfobia francese.

Basato su un'indagine con circa 10.000 intervistati l'IFOP ha stimato che il 90% dei francesi è eterosessuale, il 3% si auto-identifica come bisessuale e il 4% si considera omosessuale; il 2% dichiara di non aver adottato alcuna definizione per la propria sessualità e infine l'1% non ha voluto rispondere. Più donne che uomini sono eterosessuali (il 93% contro l'86%), mentre più uomini che donne si auto-identificano come omosessuali (il 7% contro l'1%) e in misura minore bisessuali (il 4% contro il 2%).
Un'identità omosessuale o bisessuale era più comune nelle persone di età compresa tra i 18 e i 49 anni (il 9%) rispetto a quelle di età compresa tra i 50 e i 64 anni (il 6%) o over 65 (il 4%). Più single rispetto a persone impegnate in una relazione si sono auto-identificate come omosessuali o bisessuali (l'11% contro il 6%). Un'identità LGB è anche più comune tra le persone che affermano di aver avuto più di 10 partner sessuali o nessuno rispetto a coloro che hanno avuto livelli intermedi di esperienza sessuale.
Infine i cattolici più o meno praticanti hanno maggiori probabilità di identificarsi come eterosessuali (il 91%) rispetto a persone che affermano di appartenere a qualche altra religione o nessuna (l'88% ciascuno).
2016
Un sondaggio di sole donne ha rilevato che il 4% delle francesi si identifica come lesbica o quantomeno bisessuale: nella categoria delle donne di età inferiore ai 25 anni il 9% si identifica come bisessuale e l'1% lesbica.
In un sondaggio rappresentativo dei residenti di Parigi l'IFOP rileva che il 79% degli uomini e il 90% delle donne si identificano come eterosessuali, il 13% degli uomini e l'1% delle donne si considerano omosessuali e il 6% degli uomini e il 4% delle donne si considerano bisessuali.

### Germania
2015
Secondo Yougov il seguente è il modo in cui gli adulti tedeschi sono distribuiti lungo la scala Kinsey (per età):
| Orientamento sessuale in Germania (N = 1,122) | Orientamento sessuale in Germania (N = 1,122) | Orientamento sessuale in Germania (N = 1,122)                     | Orientamento sessuale in Germania (N = 1,122)                   | Orientamento sessuale in Germania (N = 1,122) | Orientamento sessuale in Germania (N = 1,122)                   | Orientamento sessuale in Germania (N = 1,122)                     | Orientamento sessuale in Germania (N = 1,122) | Orientamento sessuale in Germania (N = 1,122) |
| Età                                           | Esclusivamente eterosessuale                  | Predominanza eterosessuale con attrazione omosessuale incidentale | Predominanza eterosessuale con attrazione omosessuale frequente | Bisessuale                                    | Predominanza omosessuale con attrazione eterosessuale frequente | Predominanza omosessuale con attrazione eterosessuale incidentale | Esclusivamente omosessuale                    | Non sa/Non risponde                           |
| --------------------------------------------- | --------------------------------------------- | ----------------------------------------------------------------- | --------------------------------------------------------------- | --------------------------------------------- | --------------------------------------------------------------- | ----------------------------------------------------------------- | --------------------------------------------- | --------------------------------------------- |
| Totale                                        | 63%                                           | 10%                                                               | 5%                                                              | 4%                                            | 1%                                                              | 1%                                                                | 3%                                            | 13%                                           |
| 18-24                                         | 45%                                           | 20%                                                               | 11%                                                             | 5%                                            | 1%                                                              | 2%                                                                | 2%                                            | 13%                                           |

2016

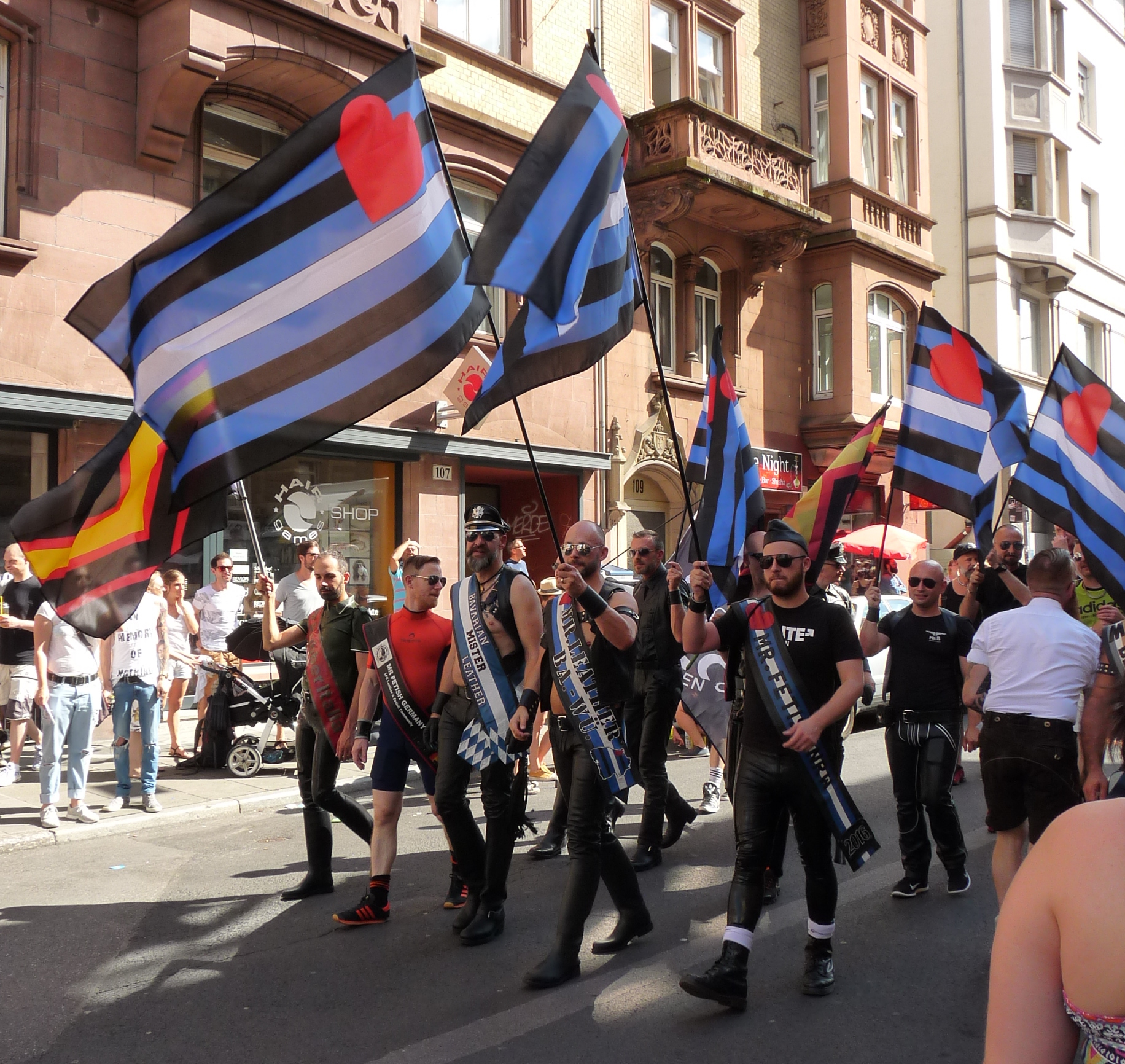
Parata della subcultura leather a Stoccarda nel 2016.

In un sondaggio nazionale rappresentativo, con oltre 2.500 tedeschi (il 55% donne), è stato rilevato che l'86% degli uomini e l'82% delle donne si identificano esclusivamente come eterosessuali, mentre rispettivamente il 3% e il 4% si definiscono per lo più eterosessuali, l'1% di ciascun sesso si dichiarava bisessuale e infine l'1,5% come omosessuale o prevalentemente tale. Altri orientamenti sessuali sono stati segnalati dal 3% degli uomini e dal 4% delle donne; l'1% di ciascun sesso era incerto. Il 4% degli uomini e il 7% delle donne non hanno dato alcuna risposta.
2017
Un sondaggio di sole donne ha rilevato che il 5% delle tedesche si identifica come lesbica o quantomeno bisessuale.

### Giappone
2012
Un sondaggio del gruppo Dentsu ha stimato che il 5,2% dei giapponesi è LGBT.
2015
La nuova stima di Dentsu per la popolazione LGBT del Giappone è stata del 7,6% per le persone di età compresa tra i 20 e i 59 anni.

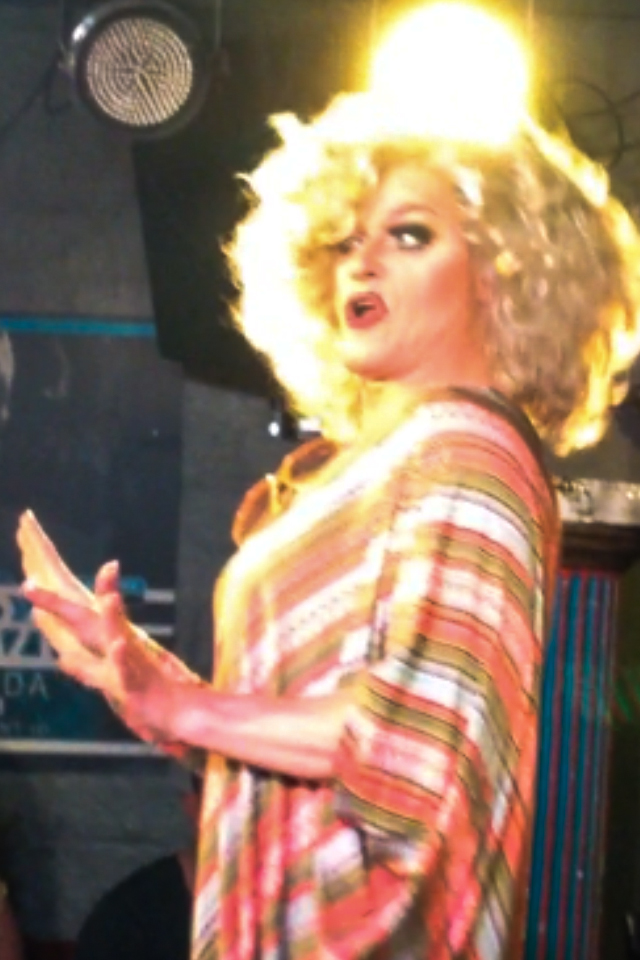
Panti Bliss, una delle più celebri drag queen irlandesi.

### Irlanda
2006
Uno studio delle risposte date da 7.441 individui, condotto dall'ESRI (Economic and Social Research Institute), ha rilevato che il 2,7% degli uomini e l'1,2% delle donne si auto-identificano come omosessuali o bisessuali. Una domanda basata su una variante della scala Kinsey ha rilevato che il 5,3% degli uomini e il 5,8% delle donne hanno riferito di avere provato un'attrazione per persone lo stesso sesso; tra gli intervistati il 7,1% degli uomini e il 4,7% delle donne hanno riferito un'esperienza omosessuale in un qualche periodo della loro vita.
Inoltre il 4,4% degli uomini e l'1,4% delle donne hanno riferito di "un'esperienza genitale omosessuale" (sesso orale o sesso anale o qualsiasi altro contatto genitale) in un certo momento della vita. Lo studio è stato commissionato e pubblicato dalla "Crisis Pregnancy Agency" in collaborazione con il "Dipartimento della salute e dell'infanzia".

### Israele
2012
In un campione rappresentativo della popolazione ebraica israeliana di età compresa tra i 18 e i 44 anni è stato rilevato che l'11,3% degli uomini e il 15,2% delle donne si auto-rappresentavano (self-reported) come attratti dallo stesso genere, il 10,2 e l'8,7% riportavano di avvenuti incontri omosessuali, mentre l'8,2 e il 4,8% si identificavano come omosessuali o bisessuali. Un'identità non-eterosessuale era più comune a Tel Aviv che in altre parti del paese e, tra gli uomini, era anche correlata con l'età più giovane.
2015

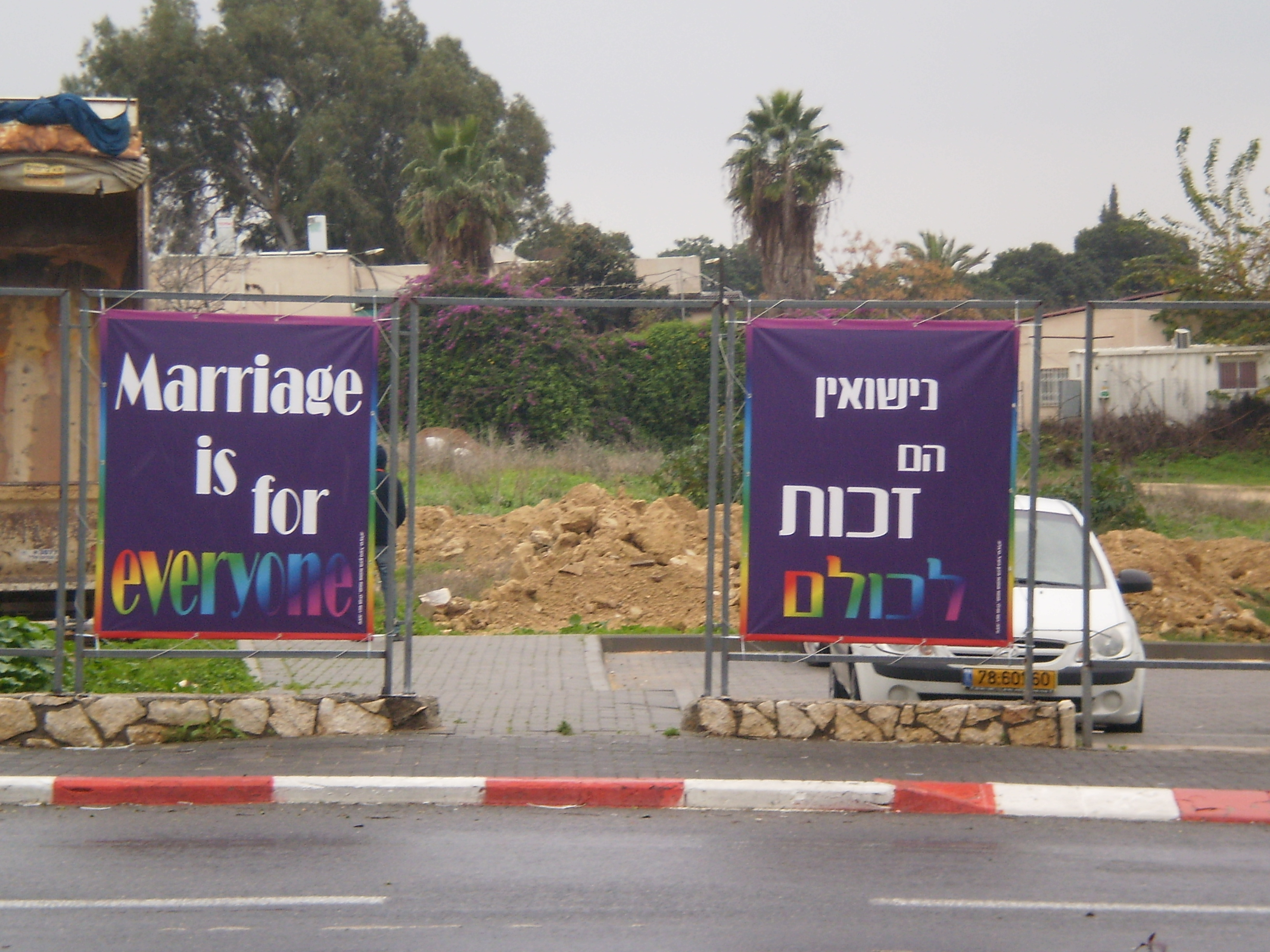
Manifesti a favore del matrimonio tra persone dello stesso sesso in Israele a Herzliya (2012).

In un sondaggio che utilizza la scala Kinsey il 4,5% degli israeliani non religiosi si è posizionato sui punti 5 o 6 della stessa, indicando un orientamento omosessuale con attrazione nei confronti del sesso opposto minore o inesistente e il 91,5% si è attestato invece sui punti 0 o 1, il che indica un orientamento eterosessuale con attrazione omosessuale minore o inesistente. Nella categoria dei giovani adulti, di età compresa tra i 18 e i 24 anni, il 7,4% si è piazzato sui punti 5 o 6 di e l'80% su 0 o 1.
Rispetto alla popolazione generale, un maggior numero di giovani si sono posizionati al punto 3, il che significa un'uguale attrazione per entrambi i sessi (il 4,2% contro l'1%) e al punto 2, il che indica un orientamento prevalentemente eterosessuale con maggiore attrazione omosessuale ( il 7,4% contro il 2,3%). Il punto 4, che indica un orientamento prevalentemente omosessuale con grande attrazione eterosessuale conteneva una percentuale simile di giovani e adulti (l'1,1% contro lo 0,7%).

### Italia
2011
Un sondaggio a campione di 7.725 italiani (tra i 18 e i 74 anni) condotto dall'Istituto nazionale di statistica tra il giugno e il dicembre del 2011 utilizzando la tecnica CAPI (Computer-assisted personal interviewing) ha rilevato che circa il 2,4% della popolazione si dichiarava omosessuale o bisessuale, il 77% eterosessuale, lo 0,1% transgender, il 4,9% come "altro", il 15,6% non ha risposto.
Un sondaggio esteso che include tutte le persone che durante la loro vita sono state attratte o si sono innamorate di una persona dello stesso sesso, o che hanno avuto rapporti omosessuali, aumenta la percentuale fino al 6,7% della popolazione: più uomini che donne, più settentrionali che meridionali, più giovani che persone anziane si identificavano come gay o lesbiche. I membri di 7.725 famiglie distribuite su 660 comuni hanno preso parte alla ricerca.
2023
Un sondaggio Ipsos del 2023 ha stimato che, rispetto alla popolazione intervistata, in Italia il 9% delle persone si definisce LGBT+. In particolare, il 2% si definisce omosessuale, il 3% bisessuale, l’1% pansessuali/omnisessuale, l’1% asessuale e il 4% che si definisce transgender/genderfluid/non-binario.

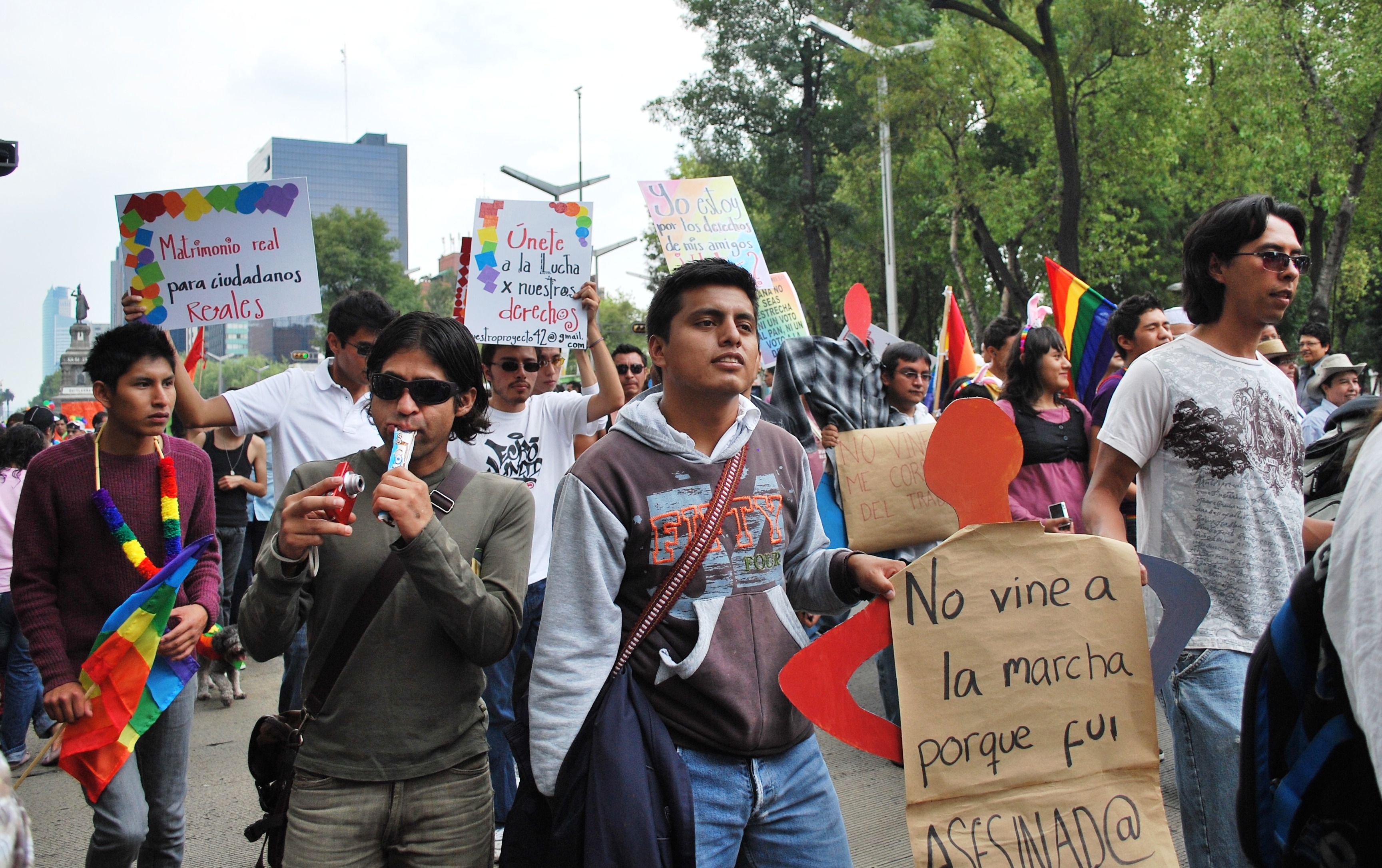
Manifestanti LGBT che denunciano i crimini d'odio basati sull'orientamento sessuale alla "LGBT Pride Parade" 2009 a Città del Messico.

### Messico
2017
Secondo uno studio rappresentativo nazionale organizzato da Kantar TNS (Taylor Nelson Sofres) l'88% degli uomini messicani di età compresa tra i 18 e i 30 anni si identifica come eterosessuale, il 6% come omosessuale, il 5% come bisessuale e l'1% come "altro".

### Norvegia
1988
In un sondaggio a campione di 6.300 norvegesi il 3,5% degli uomini e il 3% delle donne hanno riferito di aver avuto almeno un'esperienza omosessuale nel corso della loro vita.
2003
In un sondaggio anonimo su 1.971 studenti di scuola superiore di sesso maschile eseguito nel 2003 l'1% ha riferito di aver avuto un fidanzato e il 2% di essersi innamorato di un uomo.

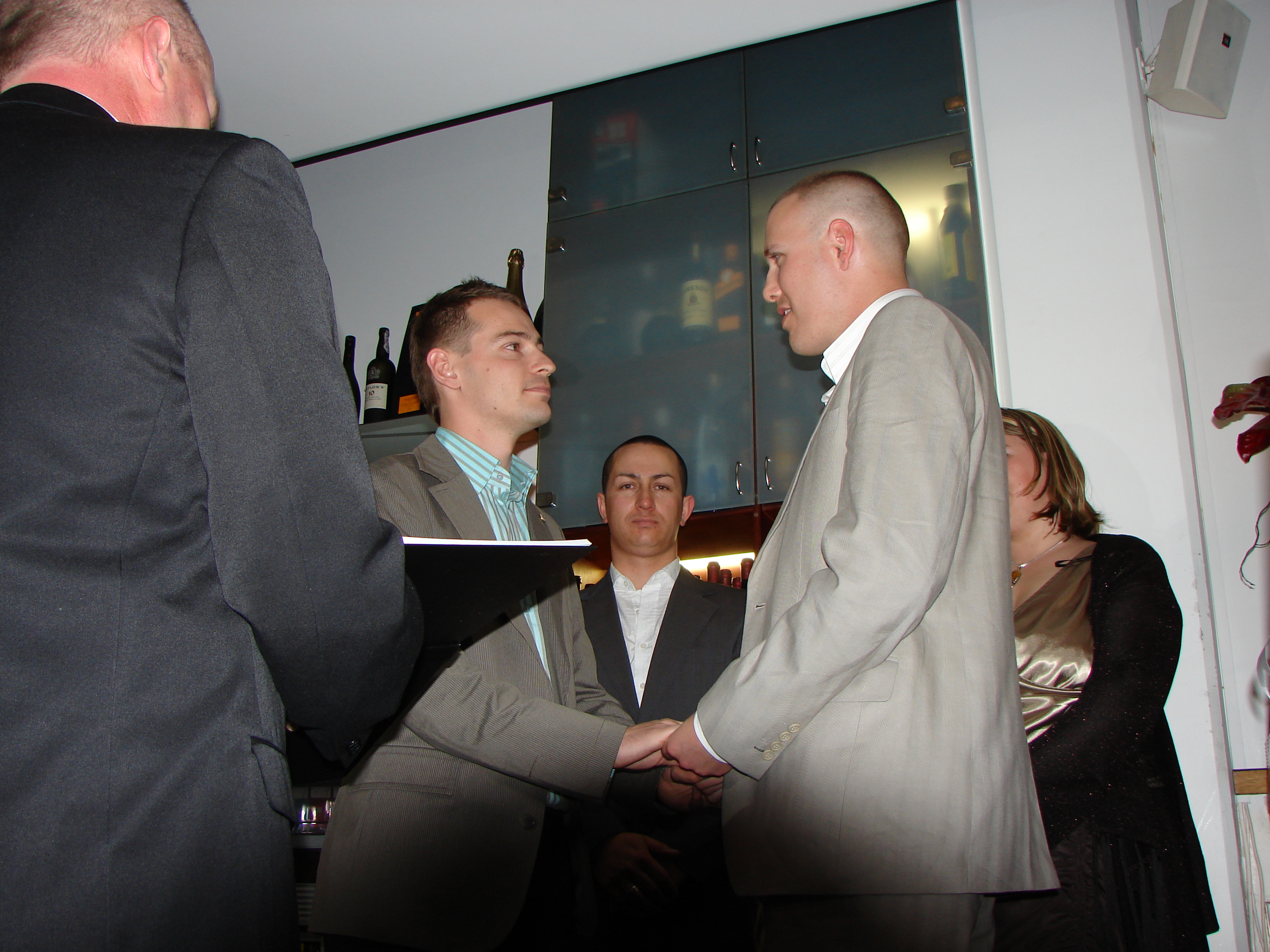
Una cerimonia di unione civile a Wellington nel 2006.

### Nuova Zelanda
2007
In un'indagine anonima su 8.000 studenti delle scuole secondarie neozelandesi condotte dall'Università di Auckland lo 0,9% degli intervistati ha segnalato un'attrattiva esclusiva per lo stesso sesso, il 3,3% per entrambi i sessi e l'1,8% per nessuno dei due.
1993-2011
Lo "Dunedin Multidisciplinary Health and Development Study" è una ricerca prospettica che ha esaminato i cambiamenti nel comportamento, nell'attrazione e nell'identità sessuale tra circa 1.000 cittadini nati entro il biennio 1972-73; i campioni sono stati intervistati per la prima volta nel 1993, quando avevano 21 anni e poi ancora in età di 26, 32 e 38 anni, fino al 2010/11.
Il risultato ha riscontrato una forte diminuzione della percentuale di donne che hanno segnalato l'attrazione eterosessuale esclusiva dall'età di 21 anni (l'88,3%) a 26 (l'82,5%), ma un piccolo aumento a 32 anni (l'84,2%) e ancora a 38 (l'87,6 %); al contrario, tra gli uomini, la quota di attrazione eterosessuale esclusiva auto-rappresentativa è rimasta sostanzialmente stabile tra i 21 (il 94,9%) e i 32 anni (il 94,2%), con una lieve diminuzione a 38 anni (il 92,9%).
L'identità sessuale è stata valutata solo all'età di 32 e 38 anni; nella prima occasione lo 0,9% delle donne e l'1,3% degli uomini si auto-identificarono come omosessuali e il 2,9% e l'1,7% rispettivamente come bisessuali: inoltre l'1,5% delle donne e il 2,2% degli uomini si sono auto-identificati come "Altro". All'età di 38 anni l'1,1% delle donne e l'1,7% degli uomini si auto-identificano come gay e lesbiche, mentre il 2,6% e il 3% degli sono bisessuali, con l'1,1% delle donne e lo 0,2% degli uomini che si identifica come "Altro".
Mentre l'attrazione sessuale è cambiata di più per le donne che per gli uomini i cambiamenti tra gli uomini sono stati più coerenti con una maggiore omosessualità, mentre i cambiamenti tra le donne oltre i 26 anni si sono verificati ugualmente in entrambe le direzioni (cioè, sia più che meno attrazione eterosessuale). I ricercatori hanno discusso diversi fattori alla base di una tale modificazione, dagli effetti correlati all'età a quelli culturali, con l'omosessualità - in particolare femminile - che sta vieppiù diventando socialmente accettabile in Occidente tra gli anni 1990 e 2000.
2013-14

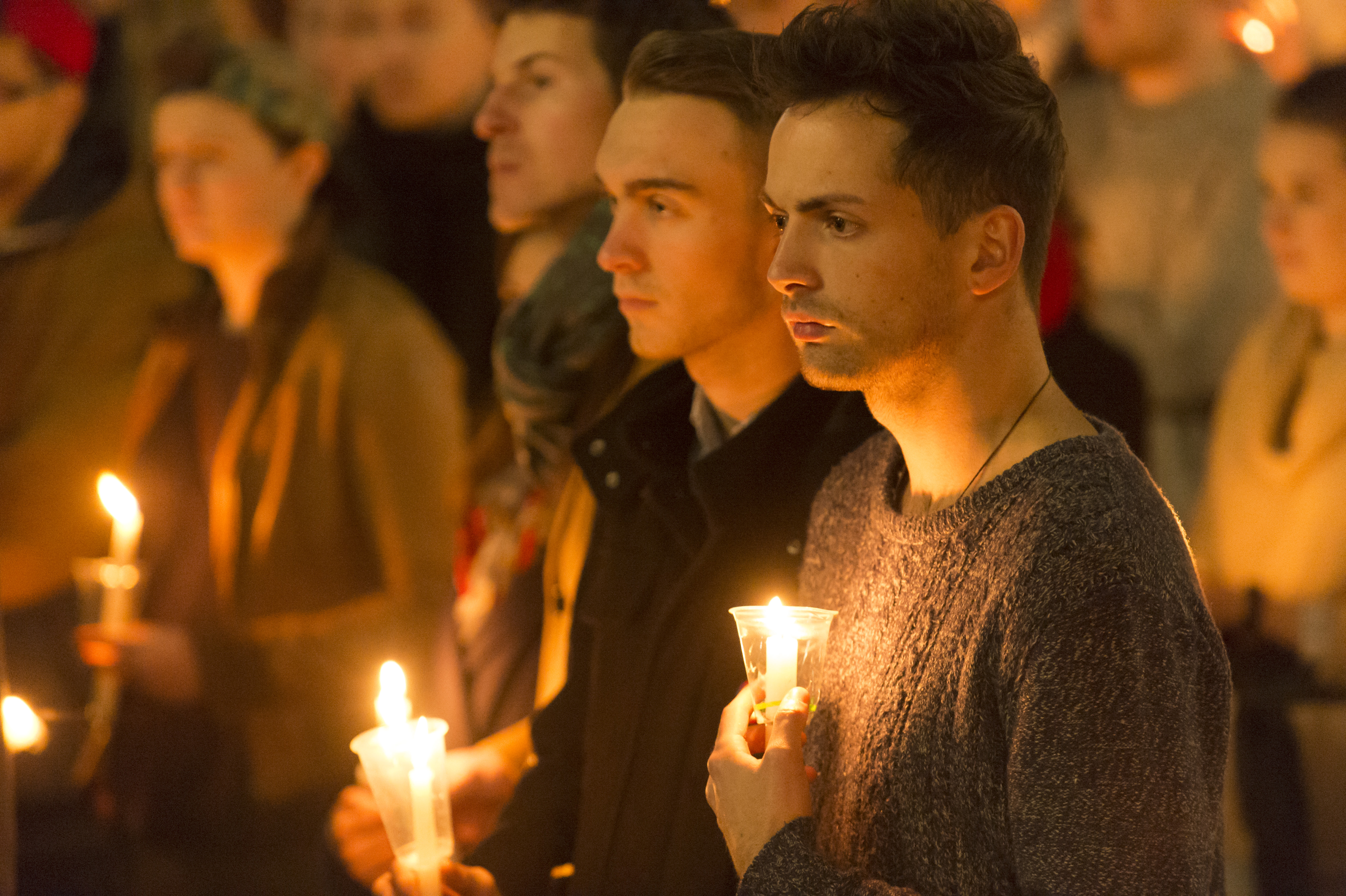
La veglia a sostegno delle vittime della strage di Orlando a Wellington.

Secondo i risultati della quinta edizione dello "New Zealand Attitudes and Values Study", che ha intervistato oltre 14.000 persone sul loro orientamento sessuale, il 94,2% si identifica come eterosessuale, il 2,6% come gay o lesbica, l'1,8% bisessuale, lo 0,6% come bi-curioso, lo 0,5% come pansessuale ed infine lo 0,3% asessuale.
Nessuna differenza di genere è stata riscontrata nella percentuale di auto-identificati come eterosessuali (il 94,1% degli uomini e il 94,4% delle donne) o pansessuali (lo 0,5% per entrambi), ma gli uomini avevano maggiori probabilità di identificarsi come omosessuali (il 3,5%) rispetto alle donne (l'1,8%) e queste a loro volta avevano più probabilità di identificarsi come bisessuali (il 2,1% contro l'1,5%), bi-curiosi (lo 0,7% contro lo 0,4%) e asessuali (lo 0,4% contro lo 0,1%).
Le donne in tutte le categorie non eterosessuali erano significativamente più giovani delle corrispettive nella categoria eterosessuale; gli uomini delle categorie gay, bisessuali e bi-curiosi erano anche significativamente più giovani dei corrispettivi etero.

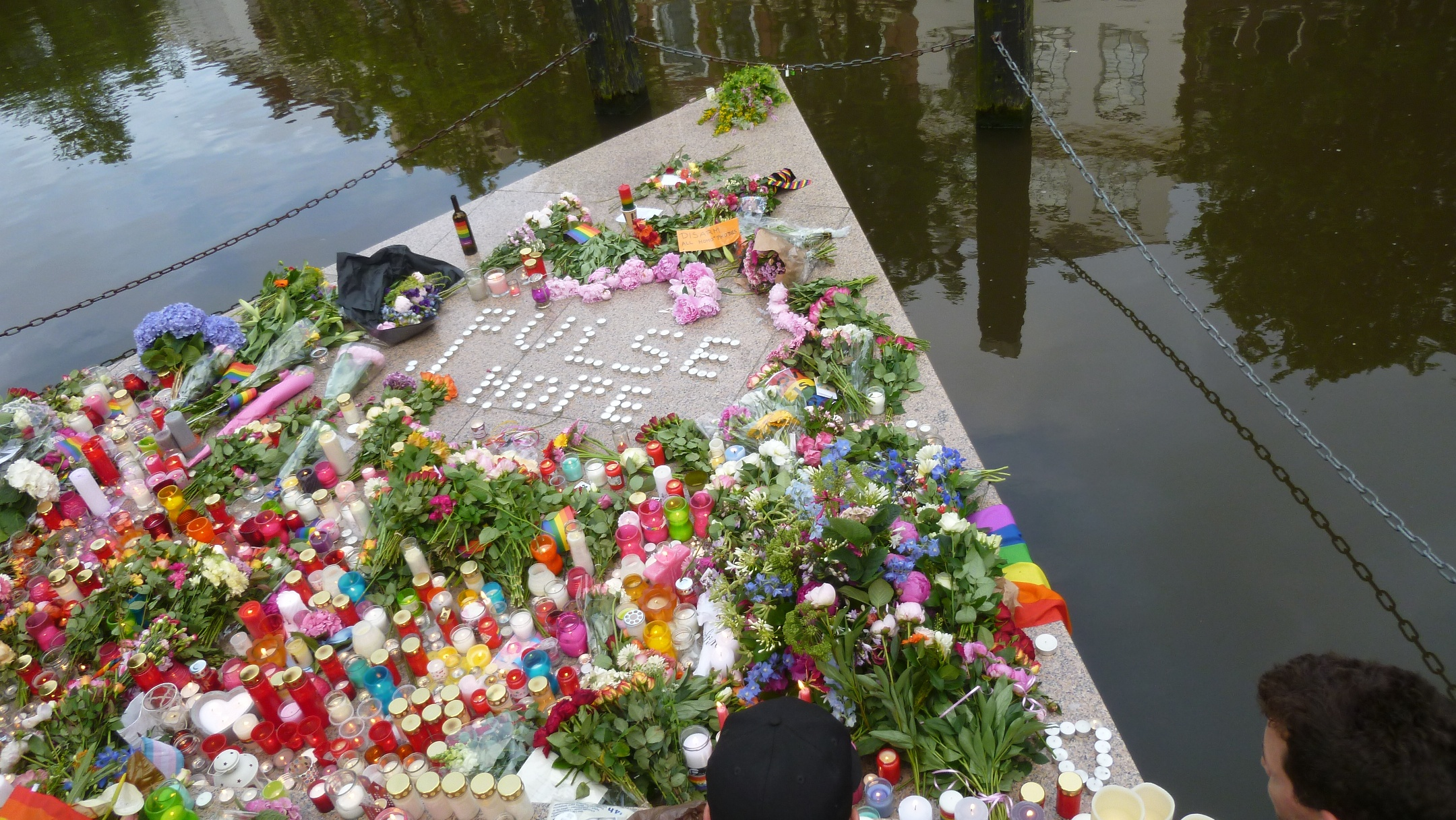
L'Homomonument a Amsterdam.

### Paesi Bassi
2001
In uno studio faccia a faccia condotto dall'"Istituto nazionale olandese di medicina generale" dei 4.229 uomini con una risposta valida alla domanda sul proprio orientamento sessuale, l'1,5% si è auto-identificato come gay, lo 0,6% come bisessuale e il 97,9% come eterosessuale. Delle 5.282 donne l'1,5% si sono identificate come lesbiche, l'1,2% come bisessuali e il 97,3% eterosessuali.
2009
In un campione rappresentativo a livello nazionale di 3.145 uomini e 3.283 donne. il 3,6% degli uomini e l'1,4% delle donne si sono auto-identificate come omosessuali; un ulteriore 5,5% e 7,4% rispettivamente si sono invece identificati come bisessuali. L'auto-identificazione è stata valutata su una scala a 5 punti e tutte e tre le opzioni non esclusive sono state combinate per l'auto-identificazione bisessuale.
L'attrazione verso le persone del proprio stesso sesso è più prevalente dell'orientamento omo o bisessuale; tra gli uomini il 9,9% ha riportato almeno un'attrazione basata sull'omoerotismo (il 4,2% in forma esclusiva); tra le donne questo dato era del 10,9% (l'1,5% in forma esclusiva), di cui un grande gruppo ha riferito principalmente l'attrazione eterosessuale. Tra gli uomini il 3,6% ha intrattenuto rapporti sessuali con altri uomini negli ultimi sei mesi e un ulteriore 2,0% sia con uomini che con donne. Per le donne queste percentuali erano rispettivamente dell'1,6% e dello 0,8%.
L'auto-identificazione gay o bisessuale senza attrazione omosessuale era quasi inesistente; tuttavia non tutti gli uomini e le donne si sono sentiti attratti dal proprio genere identificato come gay o bisessuale. Il comportamento omosessuale si è verificato anche tra uomini e donne che non hanno segnalato alcuna attrazione per lo stesso sesso o un'identificazione gay o bisessuale, specialmente quando è stato considerato il comune comportamento sessuale per tutta la vita.
2016
Un sondaggio di sole donne ha rilevato che l'8% delle olandesi si identifica come lesbica o quantomeno bisessuale.

### Polonia
Una ricerca su volontari di polacchi adulti ha dimostrato che le diverse modalità di indagine producono differenze significative nella percentuale di persone che ammettono l'attrazione omosessuale; nei sondaggi cartacei il 6% degli intervistati ha auto-segnalato l'attrazione per persone dello stesso sesso, rispetto al 12% degli intervistati online. Non c'erano altre differenze significative in altri aspetti della vita sessuale e le due serie di volontari erano simili per età, istruzione e posizione geografica.

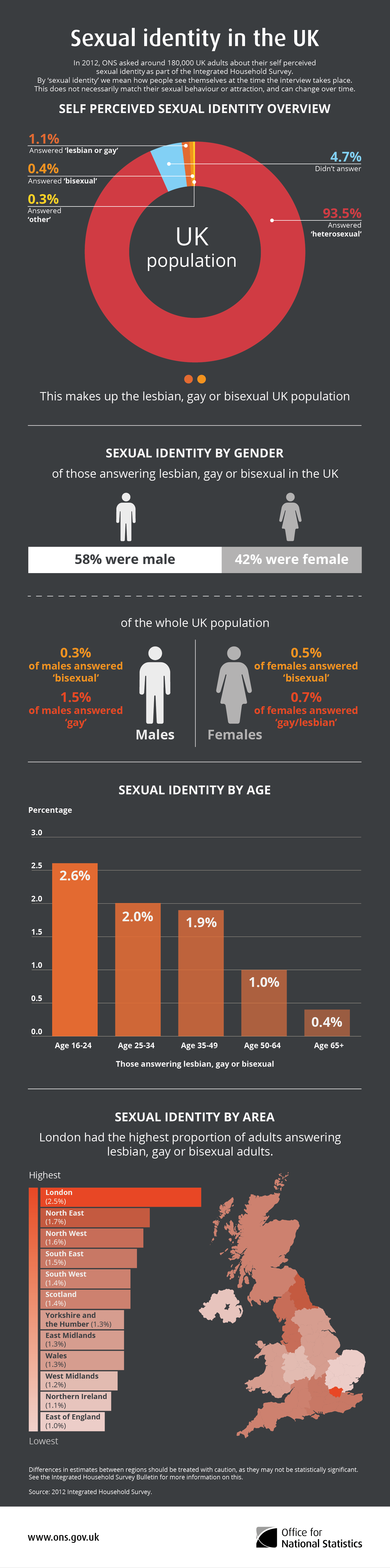
L'identità sessuale nel Regno Unito (ricerca del 2012).

### Regno Unito
1992
Uno studio condotto su 8.337 uomini britannici ha rilevato che il 6,1% ha avuto una qualche "esperienza omosessuale" e il 3,6% ha avuto "più di un partner omosessuale".
2005
HM Treasury e il Dipartimento del Commercio e dell'Industria hanno completato un sondaggio per aiutare il governo ad analizzare le implicazioni finanziarie della legge sul partenariato civile (quali pensioni, successioni e benefici fiscali). Hanno concluso che c'erano 3,6 milioni di gay in Gran Bretagna: all'incirca il 6% della popolazione totale o 1 su 16,66 persone.
2008
In un sondaggio di circa 1.000 cittadini che utilizzavano un questionario auto-compilato il 2% del campione totale si è identificato come bisessuale, il 4% come omosessuale e il 92% come eterosessuale.
2009
In un sondaggio online con oltre 75.000 quadri di Yougov il 90,9% si è auto-identificato come eterosessuale, il 5,8% come gay, lesbica o bisessuale, l'1,3% ha scelto di non dare alcuna risposta e il 2,1% ha fornito altri motivi. Il campione è stato reclutato per corrispondere correlato strettamente alla popolazione generale su variabili demografiche quali età, sesso, condizione occupazionale e classificazione socioeconomica.
Tra gli uomini circa l'89% si è auto-identificato come eterosessuale, il 5,5% come gay e il 2,5% come bisessuale; le donne etero costituivano all'incirca il 93% del totale, le lesbiche erano l'1,4% e le bisessuali il 2,3%. Poco più del 2% di entrambi i sessi si è invece identificato come "Altro" e poco più dell'1% non voleva indicare un orientamento sessuale. I non eterosessuali tendevano a essere più giovani e questo era particolarmente vero per le donne bisessuali e gli omosessuali, le cui età medie erano rispettivamente 32 e 36 anni, rispetto a una media di 47 anni tra gli eterosessuali.
Le minoranze etniche avevano meno probabilità di identificarsi come gay o lesbiche rispetto ai bianchi (l'1,4% contro il 3,5%) ma erano più propensi a preferire di non rivelare il loro orientamento sessuale (il 7,5% contro lo 0,9%). Le minoranze sessuali tendevano a concentrarsi maggiormente in certe parti del paese - specialmente a Londra, dove il 27% degli omosessuali e delle lesbiche, oltre al 19% dei bisessuali, prendeva la residenza, rispetto al solo 14% degli etero.
Anche lo status lavorativo era correlato all'orientamento, in quanto più uomini gay che etero lavoravano a tempo pieno (i 3/4 contro il 57%) e lo stesso era vero per le donne (lesbiche: 58%, donne eterosessuali: 41%); allo stesso modo i gay (73%) e le lesbiche (66%) erano sovra-rappresentati nelle classi superiori (classi ABC1), sebbene la differenza tra eterosessuali e bisessuali (54% contro 58%) non fosse statisticamente significativa. Anche le persone LGB - in particolare le lesbiche - hanno avuto in media risultati scolastici superiori.
Lo studio ha sostenuto la necessità di fornire un forte anonimato agli intervistati al fine di valutare la vera dimensione della popolazione non eterosessuale, poiché più persone LGB che rispondenti eterosessuali hanno indicato che sarebbe meno probabile che rivelassero il loro vero orientamento in un'intervista faccia a faccia piuttosto che in un sondaggio online auto-amministrato.
2014
In un'indagine anonima online condotta da The Observer sulle vite sessuali degli inglesi il 4% dei 1.052 campioni intervistati si sono identificati come gay o lesbiche e un altro 4% come bisessuali.
In uno studio Survation rappresentativo a livello nazionale di 1.003 donne britanniche il 92% si è auto-identificata come eterosessuale, l'1,6% come lesbica, il 3,5% come bisessuale, lo 0,3% come "Altro" e infine il 2,6% ha rifiutato di rivelare il proprio orientamento. Questo sembrava inoltre essere legato all'età: la Generazione Y tra i 18 e i 34 anni era significativamente più incline a identificarsi come bisessuale (il 6,6%) rispetto a coloro che avevano tra 35 e i 54 anni (l'1,4%) o che erano anziane (lo 0,7%).
Le differenze di età erano minori per l'identità delle lesbiche, ma il modello era lo stesso, con l'1,9% delle donne più giovani che si identificano come lesbiche rispetto all'1,6% delle donne di mezza età e all'1,3% di quelle anziane.
L'identità eterosessuale ha seguito il modello opposto, essendo la più alta tra le donne anziane (95,3%) e la più bassa tra le giovani (89,1%); l'identità sessuale era anche fortemente correlata alla mancanza di figli, con il 9,6% delle donne senza figli che si identificavano come lesbica o bisessuale rispetto al 3,6% delle donne con figli ancora minorenni e allo 0,5% delle donne con figli adulti.
2015
In un sondaggio di Yougov su 1.632 adulti il 5,5% si è auto-identificato come gay, il 2,1% come bisessuale e l'88,7% come eterosessuale; chiedendo di posizionarsi sulla scala Kinsey il 72% del totale e il 46% degli adulti di età compresa tra i 18 e i 24 anni ha scelto un punteggio pari a zero, il che significa che si identificano come totalmente eterosessuali. Il 4% del campione totale e il 6% dei giovani adulti hanno invece ottenuto un punteggio di sei, ovvero un'identità totalmente omosessuale.
2009-16
| [ 68 ] | Eterosessuale | Gay/lesbica | Bisessuale | Altro | Non sa/Non risponde |
| ------ | ------------- | ----------- | ---------- | ----- | ------------------- |
| 2009   | 94,2%         | 0,9%        | 0,5%       | 0,5%  | 3,8%                |
| 2010   | 94,0%         | 1,0%        | 0,5%       | 0,4%  | 4,3%                |
| 2011   | 93,9%         | 1,1%        | 0,4%       | 0,3%  | 4,2%                |
| 2012   | 94,4%         | 1,1%        | 0,5%       | 0,3%  | 3,8%                |
| 2013   | 93,6%         | 1,1%        | 0,5%       | 0,3%  | 4,5%                |
| 2014   | 93,8%         | 1,1%        | 0,5%       | 0,3%  | 4,3%                |
| 2015   | 93,7%         | 1,1%        | 0,6%       | 0,4%  | 4,1%                |
| 2016   | 93,4%         | 1,2%        | 0,8%       | 0,5%  | 4,1%                |

In tutti gli anni presi in esame è stato osservato che un'identità LGB è più comune tra i residenti di Londra e tra quelli di età inferiore ai 35 anni; l'identità omosessuale nel 2016 era più del doppio tra gli uomini (l'1,7%) rispetto alle donne (lo 0,7%), mentre quella bisessuale era più comune tra le donne (lo 0,9%) rispetto agli uomini (lo 0,6%).
2016
Un sondaggio di sole donne ha rilevato che il 4% delle britanniche si identifica come lesbica o quantomeno bisessuale.
L'indagine annuale sulla popolazione dell'Ufficio del Regno Unito ha riportato oltre 1 milione (il 2,0%) della popolazione britannica di 16 anni e più che si auto-identificava come lesbica, gay o bisessuale (LGB). Ciò ha rappresentato un aumento statisticamente significativo rispetto all'1,7% di appena l'anno prima.
2017
In un sondaggio Survation su adulti di età compresa tra i 40 e i 70 anni il 92,5% si è identificato come eterosessuale, il 3,5% come gay, il 2,4% come bisessuale, lo 0,5% come "Altro" e l'1% non voleva rivelare il proprio orientamento sessuale; quelli con meno di 60 anni avevano meno probabilità di identificarsi come eterosessuali rispetto a quelli di età compresa tra i 60 e i 70 anni.
Un'identità omosessuale era più comune tra gli uomini (il 6,1%) rispetto alle donne (l'1%) e il contrario era vero per l'eterosessualità (uomini: 89,9%, donne: 95%); non sono state riscontrate differenze nella quota identificativa come bisessuale (il 2,4% contro il 2,5%). Londra ha una percentuale più alta di persone di mezza età o di anziani che si identificano come gay (l'8%) o bisessuali (il 6%) rispetto ad altre parti del paese.
Secondo uno studio rappresentativo nazionale organizzato da Kantar TNS l'87% degli uomini inglesi di età compresa tra i 18 e i 30 anni si identifica come eterosessuale, il 7% come omosessuale, il 5% come bisessuale e infine il 2% come "Altro".
Un sondaggio Ipsos MORI a nome della BBC ha rilevato che le persone britanniche di età compresa tra i 16 e i 22 anni (anche denominate Generazione Z) hanno quote inferiori di auto-identificazione esclusivamente eterosessuale (il 66%) rispetto a quelle che appartengono alla generazione Y (il 71%), alla generazione X (l'85%) o ai Baby boomers (l'88%).
All'interno della Generazione Z c'erano diverse importanti differenze di genere nell'identità sessuale: i giovani uomini erano più inclini a identificarsi come completamente eterosessuali rispetto alle loro controparti femminili (il 73% contro il 59%) mentre le seconde avevano maggiori possibilità di identificarsi come non esclusivamente etero (il 19%) e bisessuali (il 14%) rispetto ai maschi (il 10% e il 5% rispettivamente).
Non ci sono state significative differenze di genere nella quota che si identifica come omosessuale prevalentemente o esclusivamente (il 5% per ogni sesso), ma gli uomini della Generazione Z hanno maggiori probabilità di rifiutarsi di rivelare il proprio orientamento (il 7%) rispetto alle loro controparti femminili (il 3%).
Significativamente più giovani bianchi si auto-identificano come esclusivamente omosessuali (il 3%) rispetto a quelli appartenenti a minoranze etniche (lo 0%), ma non sono state riscontrate altre differenze riconducibili all'etnia di appartenenza. Anche i giovani esclusivamente etero erano meno propensi a descrivere se stessi come abbastanza o molto attivi in politica, ma erano invero più propensi a credere che godessero di una vita migliore rispetto alla generazione precedente.
Tra gli anziani non vi erano differenze nella percentuale di uomini (l'82%) e donne (l'80%) che si identificavano esclusivamente come eterosessuali; ma più donne che uomini si identificavano come prevalentemente eterosessuali (l'11% contro il 6%), mentre più uomini che donne si identificavano come esclusivamente omosessuali (il 4% contro il 2%) e prevalentemente omosessuali (il 2% contro lo 0,4%).
Gli eterosessuali esclusivi avevano più probabilità di votare a favore dell'Uscita del Regno Unito dall'Unione europea, mentre i "per lo più etero" e gli omosessuali esclusivi erano sovra-rappresentati tra gli elettori contrari.

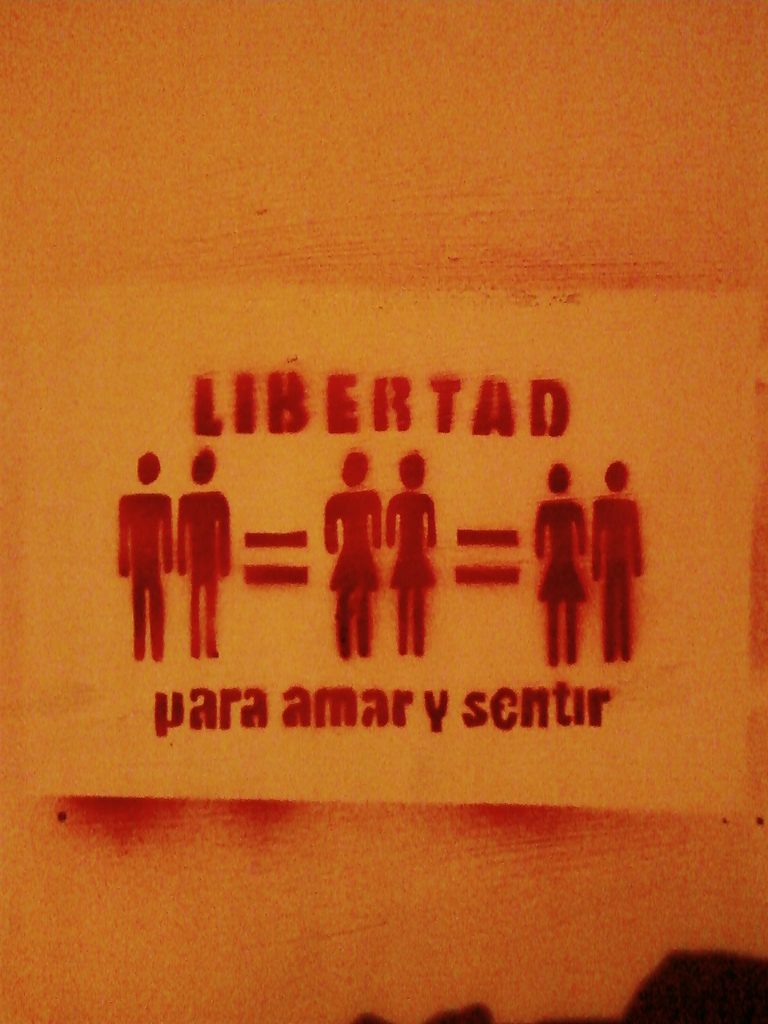
Graffitismo a Malaga: Libertà di amare e provare sentimenti.

### Spagna
2016
Un sondaggio di sole donne ha rilevato che il 6% delle spagnole si identifica come lesbica o quantomeno bisessuale.
2017
La sesta edizione dell'indagine sul comportamento sessuale di "Barómetro Control" condotta nel 2017 e rappresentativa della popolazione spagnola di età compresa tra i 18 e i 35 anni ha rilevato che l'89% dei giovani adulti si identifica come eterosessuale, il 6% gay, il 3% lesbica e infine il 2% bisessuale.

### Svezia
2003
In un sondaggio anonimo condotto su 1.978 studenti delle scuole superiori di sesso maschile nel 2003 gli intervistati hanno risposto a una domanda riguardante l'attrazione nei confronti di persone dello stesso sesso scegliendo un numero entro una scala Likert a 5 punti (1=no e 5=forte). Coloro che hanno contrassegnato il numero 5 costituiscono il 4% del campione e quelli che hanno contrassegnato i numeri 3 o 4, presentati dai ricercatori e auto-identificati come "attrattori" e a volte attratti da persone dello stesso sesso, il 7%.

### Sudafrica
Le ricerche di mercato condotte nel 2012 condotte da Lunch Box Media sul profilo dei consumatori gay hanno rilevato che la popolazione LGBTI sudafricana era di circa 4.900.000 unità.
In un rapporto del 2016 intitolato: "Progressive Prudes: un sondaggio sull'atteggiamento nei confronti dell'omosessualità e della non conformità di genere in Sud Africa" prodotto dalla Other Foundation e dal Human Research Council i risultati sono stati i seguenti: circa 430.000 uomini e 2.800.000 donne si presentano in un modo non conforme al genere, 530.000 uomini e donne di tutti i gruppi di popolazione, sia in campagna che in città, e in tutte le fasce di età, si identificano come omosessuali, bisessuali o di varianza di genere in un qualche modo - lo stesso rapporto che è stato osservato anche in altri paesi in tutto il mondo.

## Urbanizzazione

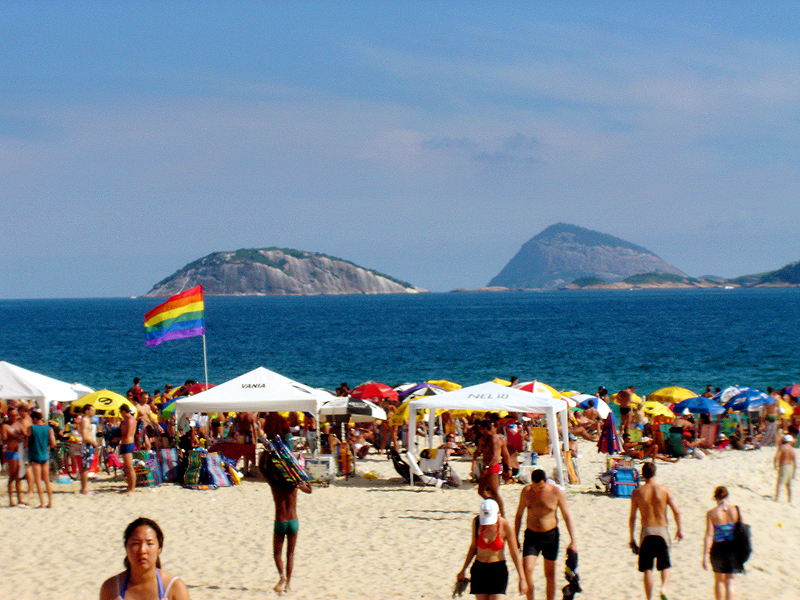
La zona LGBT della spiaggia di Ipanema a Rio de Janeiro.

### Città brasiliane
Nel 2009, in un sondaggio condotto dall'Universidade de São Paulo in 10 capitali degli Stati brasiliani, il 7,8% degli uomini era gay e il 2,6% bisessuale, per un totale del 10,4%; mentre tra le donne il 4,9% erano lesbiche e l'1,4% bisessuali, per un totale del 6,3%.
Tra gli uomini della città di Rio de Janeiro il 14,3% era gay o bisessuale; tra le donne della città di Manaus il 10,2% erano lesbiche e/o bisessuali.
| Classifica | Città               | % di popolazione LGBT | Classifica | Classifica     |        |   |
| ---------- | ------------------- | --------------------- | ---------- | -------------- | ------ | - |
| Classifica | Città               | % di popolazione LGBT | 1          | Rio de Janeiro | 14,30% | 1 |
| 2          | Fortaleza           | 9,35%                 | 2          |                |        |   |
| 3          | Manaus              | 8,35%                 | 3          |                |        |   |
| 4          | San Paolo (Brasile) | 8,20%                 | 4          |                |        |   |
| 5          | Salvador di Bahia   | 8,05%                 | 5          |                |        |   |
| 6          | Brasilia            | 7,95%                 | 6          |                |        |   |
| 7          | Belo Horizonte      | 6,85%                 | 7          |                |        |   |
| 8          | Curitiba            | 6,55%                 | 8          |                |        |   |
| 9          | Porto Alegre        | 5,95%                 | 9          |                |        |   |
| 10         | Cuiabá              | 5,65%                 | 10         |                |        |   |

### Città statunitensi

Percentuale di adulti LGBT negli Stati federati degli Stati Uniti d'America (dati del 2012).

Il Williams Institute della UCLA School of Law ha pubblicato uno studio nell'aprile 2011 stimando - in base alla sua ricerca - che l'1,7% degli adulti americani si identifica come gay o lesbica, mentre un altro 1,8% come bisessuale; fondandosi sulle informazioni provenienti da quattro recenti sondaggi basati sulla popolazione a livello nazionale e da due a livello statale, le analisi suggeriscono che ci sono più di 8 milioni di adulti negli Stati Uniti che sono lesbiche, gay o bisessuali, comprendendo quindi il 3,5% della popolazione totale adulta.
Degli uomini, il 2,2% si identifica come gay e un ulteriore 1,4% come bisessuale; delle donne, l'1,1% identifica come lesbiche e un ulteriore 2,2% come bisessuale.
I seguenti grafici mostrano gli elenchi delle città e delle aree metropolitane con la più alta popolazione LGB in termini di numero totale di residenti gay, lesbiche e bisessuali, sulla base di stime pubblicate nel 2006 dal Williams Institute della UCLA School of Law.

Città statunitensi con la più alta percentuale di residenti LGBT nel 2006.

Classifica per %
| Classifica | Città                   | % di popolazione LGBT | Popolazione LGBT | Popolazione LGBT |
| Classifica | Città                   | % di popolazione LGBT | Numeri assoluti  | Classifica       |
| ---------- | ----------------------- | --------------------- | ---------------- | ---------------- |
| 1          | San Francisco           | 15,4%                 | 94.234           | 4                |
| 2          | Seattle                 | 12,9%                 | 57.993           | 9                |
| 3          | Atlanta                 | 12,8%                 | 39.805           | 12               |
| 4          | Minneapolis             | 12,5%                 | 34.295           | 16               |
| 5          | Boston                  | 12,3%                 | 50.540           | 10               |
| 6          | Sacramento (California) | 9,8%                  | 32.108           | 20               |
| 7          | Portland                | 8,8%                  | 35.413           | 14               |
| 8          | Denver                  | 8,2%                  | 33.698           | 17               |
| 9          | Washington              | 8,1%                  | 32.599           | 18               |
| 10         | Orlando (Florida)       | 7,7%                  | 12.508           | 36               |

Classifica per popolazione complessiva
| Classifica | Città         | % di popolazione LGBT | Popolazione LGBT | Popolazione LGBT |
| Classifica | Città         | % di popolazione LGBT | Numeri assoluti  | Classifica       |
| ---------- | ------------- | --------------------- | ---------------- | ---------------- |
| 1          | New York      | 6%                    | 272.493          | 1                |
| 2          | Los Angeles   | 5,6%                  | 154.270          | 2                |
| 3          | Chicago       | 5,7%                  | 114.449          | 3                |
| 4          | San Francisco | 15,4%                 | 94.234           | 4                |
| 5          | Phoenix       | 6,4%                  | 63.222           | 5                |
| 6          | Houston       | 4,4%                  | 61.976           | 6                |
| 7          | San Diego     | 6,8%                  | 61.945           | 7                |
| 8          | Dallas        | 7,0%                  | 58.473           | 8                |
| 9          | Seattle       | 12,9%                 | 57.993           | 9                |
| 10         | Boston        | 12,3%                 | 50.540           | 10               |
| 11         | Filadelfia    | 4,2%                  | 43.320           | 11               |
| 12         | Atlanta       | 12,8%                 | 39.085           | 12               |
| 13         | San Jose      | 5                     | 37.260           | 13               |

Popolazione per area metropolitana
| Classifica | Città                                                       | LGBT    | %    |
| ---------- | ----------------------------------------------------------- | ------- | ---- |
| 1          | New York City – North Jersey – Long Island                  | 568.903 | 2,6% |
| 2          | Los Angeles – Long Beach – Santa Ana (California)           | 442.211 | 2,7% |
| 3          | Area metropolitana di Chicago                               | 288.478 | 3,1% |
| 4          | San Francisco – Oakland – San Jose                          | 256.313 | 3,6% |
| 5          | Boston – Cambridge (Massachusetts) – Quincy (Massachusetts) | 201.344 | 3,4% |
| 6          | Washington, D.C.                                            | 191.959 | 2,5% |
| 7          | Dallas – Fort Worth – Arlington (Texas)                     | 183.718 | 3,5% |
| 8          | Miami – Miami Beach – Fort Lauderdale                       | 183.346 | 4,7% |
| 9          | Atlanta – Marietta (Georgia) – Sandy Springs                | 180.168 | 4,3% |
| 10         | Filadelfia – Camden (New Jersey) – Wilmington (Delaware)    | 179.459 | 2,8% |